# Der siebente Ring

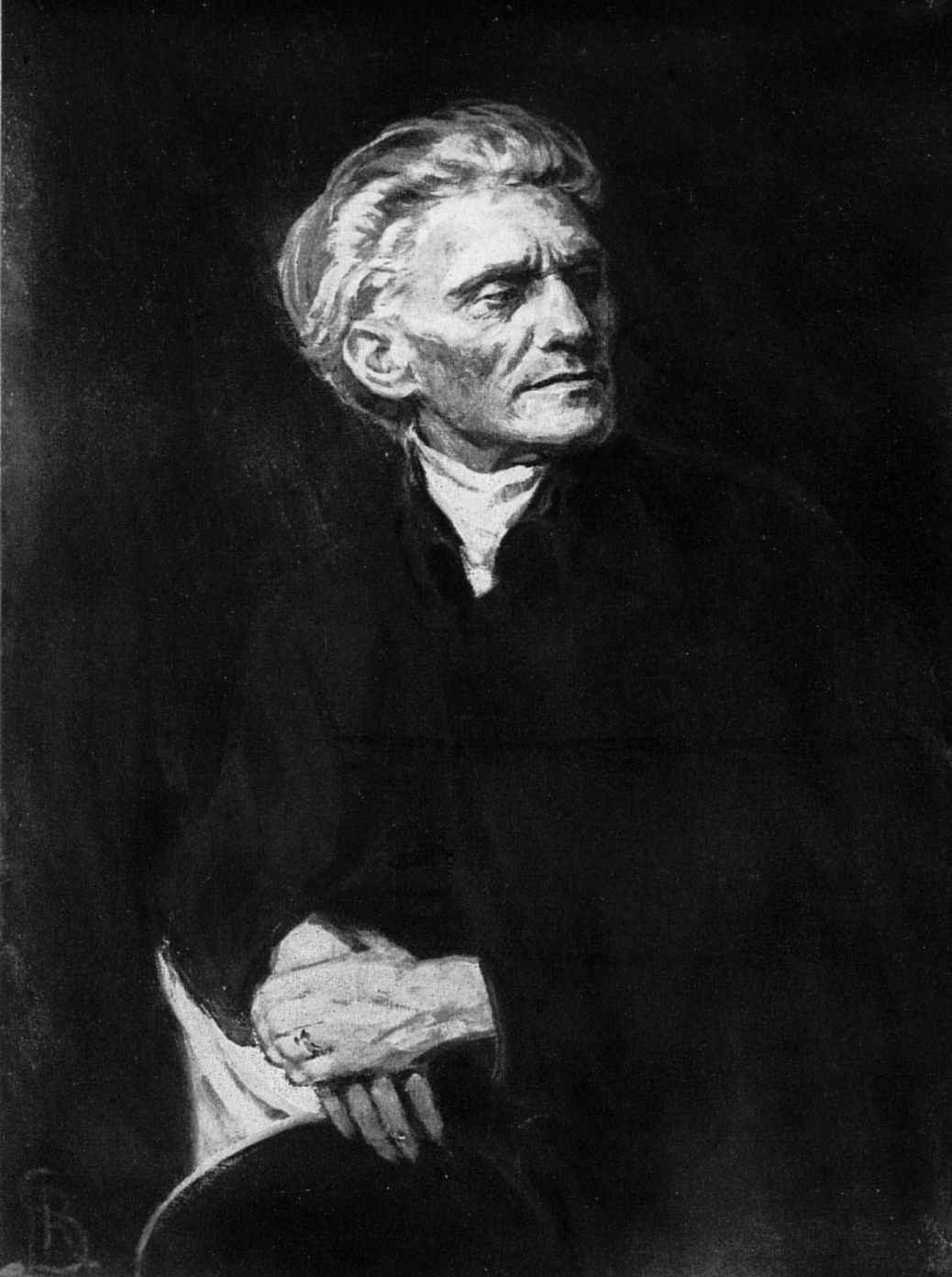
Stefan George, Porträt von Reinhold Lepsius

Der siebente Ring ist der Titel eines 1907 erschienenen zyklischen Gedichtbandes von Stefan George.
Werkgeschichtlich markiert er eine weitere Abkehr vom Symbolismus und Ästhetizismus des Frühwerks zu einer Lyrik, die auf außerästhetische – religiöse, lebensreformerische und zeitkritische – Wirkungen abzielte.
Im Vergleich zu früheren Zyklen – wie etwa dem Jahr der Seele – gab George die übliche Dreiteilung auf und präsentierte eine Vielheit verschiedener Stile.
Im Mittelpunkt des Werkes stehen die Maximin-Gedichte, in denen George einen früh verstorbenen Schüler vergöttlichte und die als Grundlage des gleichnamigen Mythos betrachtet werden können. Statt als Erneuerer der deutschen Dichtersprache aufzutreten und sich mit vollendeten Versen gegen die Verwerfungen der Moderne zu wenden, tat sich der Dichter nun als Seher hervor, um mit Maximin das Leben zu heiligen und seine verlorene Einheit wiederzugewinnen.
Mit seiner umfangreichsten Sammlung erweiterte sich der bis dahin eher esoterische Leserkreis des Dichters beträchtlich. Als Übergang von der ästhetischen zur ethischen Existenz bildet er das lyrische Fundament des George-Kreises.
Wie die vorhergehenden Bände wurden die Ausgaben von Melchior Lechter buchkünstlerisch gestaltet und erschienen in Drucktypen, die von Georges Handschrift abgeleitet waren.

## Inhalt und Bedeutung

### Struktur
George verwies mit der Zahl Sieben nicht nur auf das Erscheinungsjahr 1907 oder den siebten Tag der Schöpfung, sondern nutzte sie als Ordnungsprinzip, um den Band in Zyklen einzuteilen.
Neben der Drei, die in den vorhergehenden Büchern Georges die Ordnung prägte und für ihn und den Kreis eine tiefere Bedeutung hatte, spielte auch diese Zahl im Werk Georges eine wichtige Rolle. Für Karl Wolfskehl war sie eine reine oder heilige Zahl, die mit der Zeit, vor allem der Lebenszeit des Menschen in einer geheimnisvollen Verbindung stand.
Die Sammlung besteht aus sieben Kreisen oder Ringen: Zeitgedichte, Gestalten, Gezeiten, Traumdunkel, Lieder und Tafeln, die sich konzentrisch um den vierten Zyklus Maximin gruppieren. Die Zahl der Gedichte in jeder Gruppe ist jeweils ein Vielfaches von sieben; vor allem die erste und vierte ist von numerischen Prinzipien bestimmt.

### Zeitgedichte

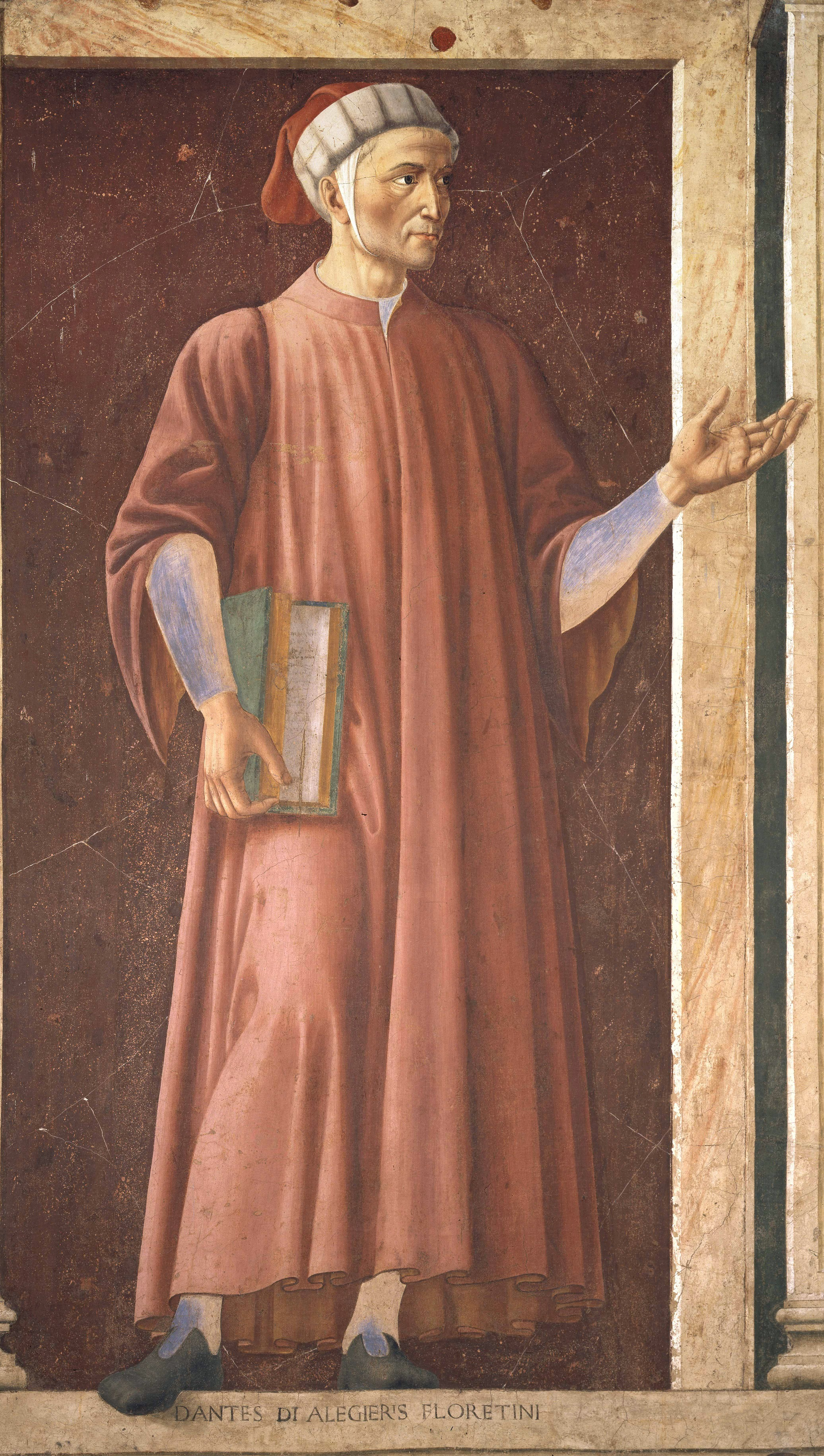
Dante in einer Freskenserie von Andrea del Castagno, ca. 1450 (Galleria degli Uffizi).

Die Zeitgedichte des ersten Teils stellen der Gegenwart, dem „Stroh der Welt“, Gestalten und Zeugnisse der Kulturgeschichte gegenüber, mit denen er sie einer kritischen Prüfung und Wertung unterzieht. Auf diese Weise erscheint der Anfang des Ringes als eine Festung, aus der George Brandreden auf seine lasch gewordene Nation herabschleudert und ihr geniale Einzelgänger vorhält, die sich „von der lauten Welt abwenden.“
So hebt er Persönlichkeiten der Geistesgeschichte wie Dante und Goethe, Nietzsche und Leo XIII. auf das lyrische Podest und errichtet ihnen Monumente, um selbst als Praeceptor Germaniae hervorzutreten. Den Maler Arnold Böcklin etwa, der sich der „eitlen hast“, dem „Popanz und feisten krämer(n)“, den „entehrenden“ Gnaden und „des alltags frechen jubels“ entzog, um „aus der silberluft und schmalen wipfeln, aus zaubergrüner flut...und nächtiger schlucht die urgebornen schauer“ zu rufen und damit verhinderte, „dass in kalter zeit das heilige feuer losch.“
Sind es im Zeitgedicht Leo XIII die „schranzen, die sich (heute) auf den thronen brüsten mit wechslermienen und unedlem klirren“ die George verachtet, so hebt er im Goethe-Tag die leere Anbetung des Genius durch unverständige Zeitgenossen und Verehrer hervor, „die betasten wollen um zu glauben...“ und nichts wissen, „von dem reichen traum und sange.“
Der Dichterphilosoph Nietzsche, der sich vor der verderbten Gegenwart in die eisigen Geisteshöhen zurückzog, wird mit Versen verewigt, die mit den vielzitierten Worten enden: „sie hätte singen, nicht reden sollen diese neue seele.“
In der Toten Stadt versinnbildlicht George erneut den Gegensatz verschiedener Zeiten und klagt die kultur- und geschichtslose Gegenwart an. Während sich die Menschen unten dem rastlosen Treiben hingeben und in den endlosen Straßen ... gierig feilschen, liegt oben auf dem Felsen die Mutterstadt, von der Zeit vergessen, mit schwarzen Mauern umgeben. Sie träumt und sieht, wie ihr Turm in ewige Sonnen ragt, die wenigen Bewohner verweilen im Augenblick und geben sich im Schutz der Weihebilder der Kontemplation hin. Die unten wimmelnden Menschen erkennen irgendwann ihren sinnlosen Überfluss und wollen nach oben, um ihrem öden weh zu entkommen und in der reinen Luft der Höhe zu genesen. Doch sie werden abgewiesen, schon ihre Zahl sei Frevel.

### Gestalten

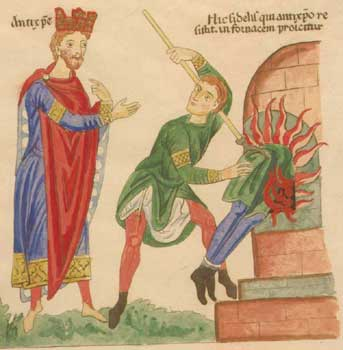
Antichrist mit den Attributen eines Königs im Hortus Deliciarum

Mit seinen außergewöhnlichen Bildern gehört der zweite Kreis zu den eindringlichsten, ja radikalsten Teilen des Werkes. Er beschreibt die kosmischen Verwerfungen und Kämpfe, die der Geburt des Gottes Maximin vorausgehen.
George beschwört dunkle Mächte aus den Tiefen der Vergangenheit, die er überwinden will, um Platz zu machen für eine neue, lichte Ordnung, ein Vorgang, bei dem der Einfluss gnostischer Lehren zu erkennen ist.
Diese innere Spannung spiegelt sich auch in der dialogischen Form von paarweise auftretenden Zwiegesprächen der vier Gedichte Der Führer, Der Fürst und der Minner, Manuel und Menes und Algabal und der Lyder wider.
Der Zyklus wird dabei von Polaritäten beherrscht, die einander abwechseln. Die Gegenüberstellung entgegengesetzter Gedichte ist ein Grundzug des Werkes, der sich schon im Algabal finden lässt.
Das erste Gedicht, Der Kampf, schildert die Niederlage eines urzeitlichen Riesen gegen den lichtkämpfenden „schönlockigen Gott“. Der Unhold, „trunken von sonne und blut“, stürmt bedrohlich aus seiner Höhle, da er sich verhöhnt fühlt von der tanzenden Lichtgestalt. Doch während er unten, in der Finsternis der „rauchenden Glut“ siegreich war, kämpft dieses Kind hier oben, in „duftender Flur“, mit Licht und streckt ihn mit einem Blitz nieder. Mit diesen Versen gestaltet der Dichter seine Auseinandersetzung mit den Kosmikern, den Übergang aus ihrem dunklen Reich in das des „Lichtgottes Maximin“.
Zu den bekanntesten und folgenreichsten Gedichten der Gestalten gehört das vom Widerchristen, einem aus neun Terzetten bestehenden Kunstwerk, das im gemessenen Schritt des Daktylus das Bild eines falschen Propheten beschwört. George verwendet Bilder des alten und neuen Testaments – des vom Berge herabsteigenden Propheten, der Wandlung von Wasser in Wein, der Warnung vor dem Herrn der Fliegen, der Fanfaren des Jüngsten Gerichts – und verarbeitet sie zu einer Untergangsvision des kommenden Antichristen. Während am Anfang das naive Volk den Demagogen bestaunt, wechselt im weiteren Verlauf die Perspektive, indem der Hohn des Verführers selbst gezeigt wird – ...„und ihr merkt nicht den trug“, sodann aus auktorialer Sicht des Dichters die Erkenntnis, dass der „Fürst des Geziefers“ sein Reich verbreitet, bis schließlich mahnend die Posaune erschallt.

### Gezeiten
Die ersten noch dem Jugendstil verpflichteten und in den Blättern für die Kunst veröffentlichten Gedichte der Gezeiten spiegeln Georges Liebe zu Friedrich Gundolf wider, der ihn am 4. August 1899 in Bingen besucht hatte und der zu den wichtigsten Bezugspersonen seines Lebens werden sollte.
Es beginnt es mit den auflodernden Gefühlen für den jungen Mann – „wenn Dich meine wünsche umschwärmen...mein leidender hauch dich umschwimmt...“ geht über den glückverheißenden Frühling und eine Liebesnacht mit „glutumsäumte(n) firmamente(n)“ des „üppigen sommer(s)“ und endet mit dem Eingeständnis im Spiegel des Teiches, sich „in wildem lodern“ „hingegeben“ zu haben. Auch Abschiedsgefühle und der Wunsch, sich zu distanzieren, kommen zum Ausdruck, der „innere ruf zu dir wird leiser.“

### Maximin

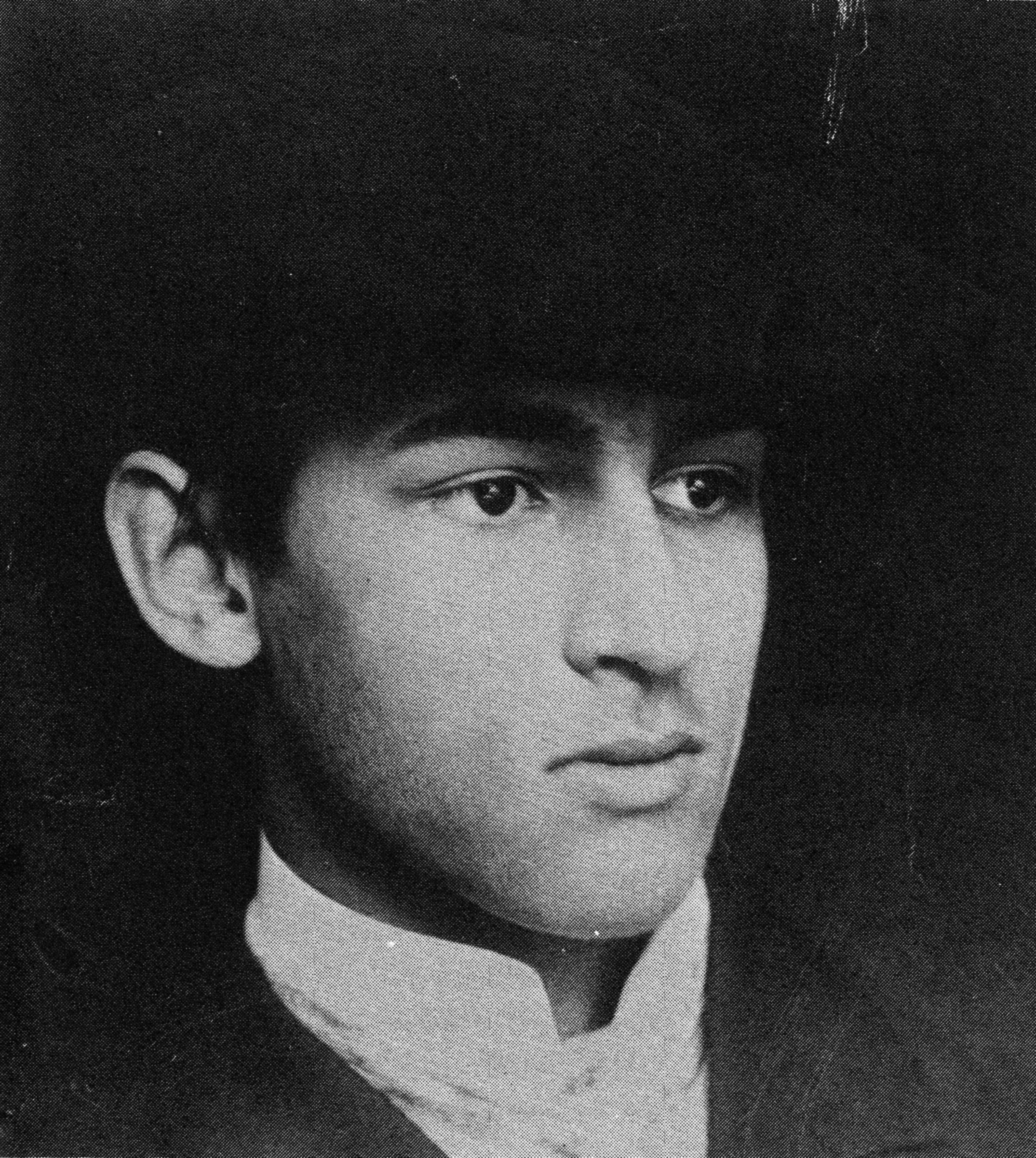
Maximilian Kronberger

Die Maximin-Gedichte bilden die zentrale vierte Gruppe und ranken sich um den (auch homoerotisch) verehrten Maximilian Kronberger, einen Münchner Schüler, dem George zwei Jahre zuvor begegnet und der am 15. April 1904 mit nur sechzehn Jahren verstorben war. In diesen Versen idealisiert er den Verehrten als „Bringer unseres Heils“, ja erhebt ihn zum Gott („...ich seh in dir den Gott“). Der so erhobene Jüngling, dessen Lyrik George im selben Jahr unter dem Titel Maximin. Ein Gedenkbuch in 200 Exemplaren veröffentlichte und mit einer Vorrede versah, erscheint als Inkarnation des Willens zur Form. Neben der weihevollen Vergötterung ist der Grundzug der Trauer unverkennbar:
Dumpf ist die luft · verödet sind die tage.

Wie find ich ehren die ich dir erweise?

Wann zünd ich an dein licht durch unsre tage?

Mir ist nur lust wenn ich in gleicher weise

Eingrabe pracht und trümmer meiner tage ·

Bei jedem weg nur meine trauer weise ·

Hinschleppend ohne tat und lied die tage.

Nimm nur aus dunst und düster diese weise:

Nimm hin das opfer meiner toten tage!
Neben Trauergedichten finden sich Dankgebete, Lobpreisungen und Verkündigungen:
„Nun hebt das haupt! denn euch ist heil geschehn... Preist eure zeit in der ein gott gelebt!“
Wie Friedrich Sieburg schrieb, wurde der Tod des geliebten Freundes für den Dichter zur Entrückung, und mit seinem Verewigungsdrang konnte er den nicht mehr Irdischen in den Mittelpunkt seines Ringes stellen und – in dichterischer Gestalt – in neues geistiges Leben zurückholen. So schließt die Gruppe folgerichtig mit der Entrückung, dem berühmten „Ich fühle Luft von anderem Planeten“, Verse, die unter anderem von Arnold Schönberg vertont wurden.

### Traumdunkel
Im fünften Teil, dessen Titel sich mit dem Charakter des Ungeordneten von dem der anderen Überschriften abhebt, sind Gedichte versammelt, welche die Nachtseite Georges zeigen, den Übergang von der „Welt der Gestalten“ des Tages ins Traumreich, wie im Eingang und den Landschaften, der Nacht oder dem Verwunschenen Garten gezeigt. Ein dunkles Reich voller Gesichte, Visionen und Zauberei.
Es schimmert noch einmal etwas vom Erlesenen der früheren ästhetizistischen Sphären, indem er gleich am Eingang bei der Anrufung eines Waldes „Öffne dich wald...“ die Worte „Gold“ und „Karneol“ nebeneinanderstellt und es mit „Traumfittich rausche ! Traumharfe kling!“ enden lässt. Auch die erste Landschaft ist voll erlesener Wendungen:
Des jahres wilde glorie durchläuft

Der trübe sinn der mittags sich verlor

In einem walde wo aus spätem flor

Von safran rost und purpur leiden träuft.

### Lieder
Der vorletzte Ring umfasst 28 Lieder unterschiedlichen Charakters. Vor allem die ersten zeichnen sich durch prägnante Kürze mit häufig nur zwei- oder dreihebigen Verszeilen im jambischen Takt aus.
Viele von ihnen hatte George bereits während einer äußerst produktiven Zeitspanne von 1892 bis 1895 geschrieben und veröffentlicht. Neben Liebesliedern findet sich Naturlyrik, Landschaftsbilder südlicher Strände, Buchten und Parks, an die das lyrische Ich häufig melancholische Erinnerungen knüpft und seine Einsamkeit besingt.
Die am Anfang stehenden sieben Lieder sind trotz der scheinbaren Leichtigkeit ihres Rhythmus gehaltvoll-schwere Gebilde, denen das Jugendstilhafte fehlt.
Der verdichtete, klassische Umriss und der Zauber dieser „ergreifend einfachen“ Stücke kommt etwa in den Zeilen Im windes-weben zum Ausdruck:
Im windes-weben

War meine frage

Nur träumerei.

Nur lächeln war

Was du gegeben.

Aus nasser nacht

Ein glanz entfacht –

Nun drängt der mai

Nun muss ich gar

Um dein aug und haar

Alle tage

In sehnen leben.

### Tafeln
Der letzte und umfangreichste Kreis der Tafeln umfasst 70 kurze Gedichte, die an bestimmte Orte oder Personen gebunden sind. Bei den meisten handelt sich um Epigramme auf Freunde oder prägende Persönlichkeiten wie Gundolf oder Derleth. Der Reigen beginnt mit Zeilen für Melchior Lechter, den von George geschätzten Maler und Buchkünstler, und endet mit dem 25. Gedicht, einem Vierzeiler auf einen Dichter. Die prägnanten Ortsgedichte spannen einen Bogen vom Rhein, dem mit sechs Versen längsten Werk des Abschnitts, über die Vogesen und den Bayerischen Wald, über Bozen, München und Hildesheim bis nach Berlin. Sie zeigen ein blitzlichtartig beleuchtetes Panorama von Kulturlandschaften, das mit einigen kritischen Blicken auf Preußen und die Hauptstadt mit ihrem „tot(em) getümmel und gekling“ versehen ist.

## Entstehung
Wegen seines kompilatorischen Charakters und der langen Entstehungszeit ist der Siebente Ring nicht nur der ausführlichste, sondern auch der wohl heterogenste Gedichtband Georges. Er versammelt nicht nur die Gedichte, die in diesen für George turbulenten Zeiten entstanden sind, sondern reicht noch weiter zurück.
Für George war es sehr mühsam, aus der Fülle des Materials die Gedichte zu einem Zyklus mit dem Zentrum Maximin zu ordnen. Die nur schwer zu konzentrierende, scheinbar artistische Beliebigkeit unterschiedlichster Stile führte dazu, dass George selbst später vom Chaos des siebenten Rings sprechen sollte. (→siehe Deutung)
An der Ausgestaltung bestimmter, idealisierter Herrscherfiguren des Ringes lässt sich eine Kontinuität des Personen- und Kaiserkultes verfolgen, die in das Frühwerk zurückreicht. Hatte George im antiken Priesterkaiser Algabal, danach im orientalischen Herrscher der Hängenden Gärten zentrale Führungsfiguren besungen und zum Mittelpunkt dichterisch-kultischer Verehrung gemacht, setzt sich dies etwa mit Carl August in den Zeitgedichten fort.
Mit seinem neuen Band vollzog George einen Richtungswandel, indem er sich intensiver mit seiner Zeit und den eigenen Lebensumständen beschäftigte, so dass biographische Daten der jeweils besungenen Personen zum Verständnis beitragen. Der Georgekreis entwickelte sich schrittweise zu einer Gemeinschaft, in der die künstlerische Leistung unwichtiger schien als vermeintlich höhere Formen des Menschseins. Weniger die Form als vielmehr der metaphysische Gehalt sollte den Wert der Lyrik bestimmen.
Georges sechster Gedichtband Der Teppich des Lebens und die Lieder von Traum und Tod mit einem Vorspiel hatte mit seiner Einleitung, in welcher der Dichter von einem Engel des „schönen Lebens“ geweiht wird, bereits eine Abkehr vom kunstautonomen Ästhetizismus des Frühwerks und eine Hinwendung zu kunstreligiösen und lebensreformerischen Ideen bedeutet.

### Ida Coblenz

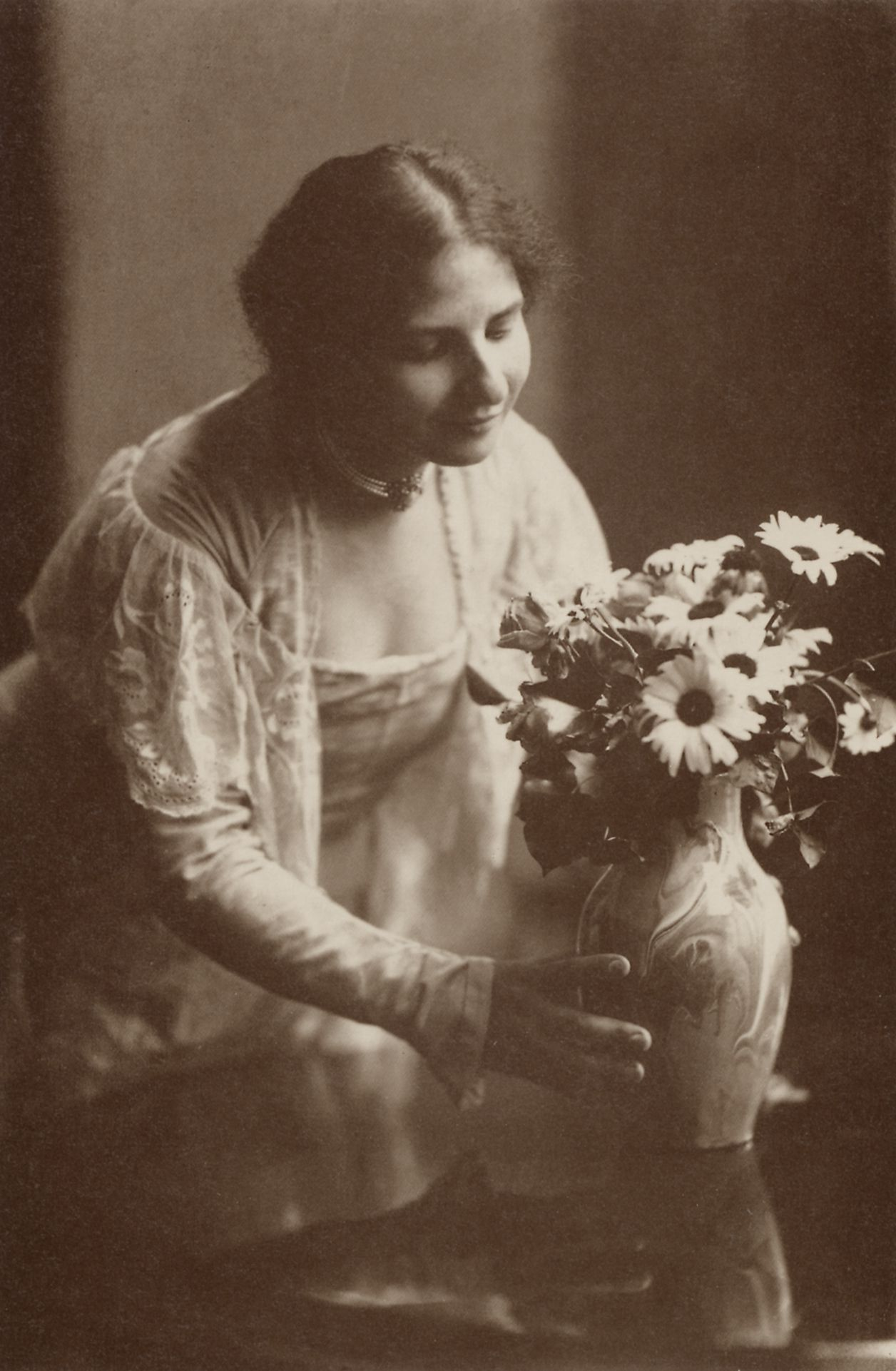
Ida Dehmel auf einer Fotografie von Jacob Hilsdorf.

Am ältesten sind wohl einige der Lieder, die Mitte der 1890er Jahre entstanden und mit Georges Freundschaft zu Ida Coblenz, der späteren Gattin Richard Dehmels, in Zusammenhang stehen, aber offenbar nicht in die recht strenge Konzeption der seitdem erschienenen Gedichtbände passten. Viele Gedichte waren bereits vorher in den Blättern für die Kunst, Georges Zeitschrift, erschienen.
Vom Sommer 1892 bis in den Herbst 1896 hatte George Ida Coblenz still umworben. Dieser Gefühlslage verdanken sich mehr als fünfzig Gedichte und mehrere Prosastücke, die an die verehrte Freundin gerichtet waren. So stehen die Sänge eines fahrenden Spielmanns, der Mittelteil des Buchs der Hängenden Gärten, Nach der Lese, Waller im Schnee aus dem Jahr der Seele im Zusammenhang mit einer Frau, die sich seiner Werbung geschickt zu entziehen wusste, ahnte sie doch, dass dieser Mann, „vor dessen immer kalten Händen“ ihr „leise graute“, nie „das Blut einer Frau [würde] erwärmen können.“
Jahre nach Georges Tod vertraute sie ihrem Tagebuch an, was sie instinktiv davor bewahrt hatte, sich auf etwas einzulassen, was für beide fatal hätte enden können. Georges Leib sei ihr so fremd gewesen, „als gehöre er einem anderen zoologischen Bereich als ich an.“
So können auch einige Lieder aus dem siebenten Ring als Verarbeitung der Trauer über eine aussichtslose Beziehung verstanden werden.

### Friedrich Gundolf

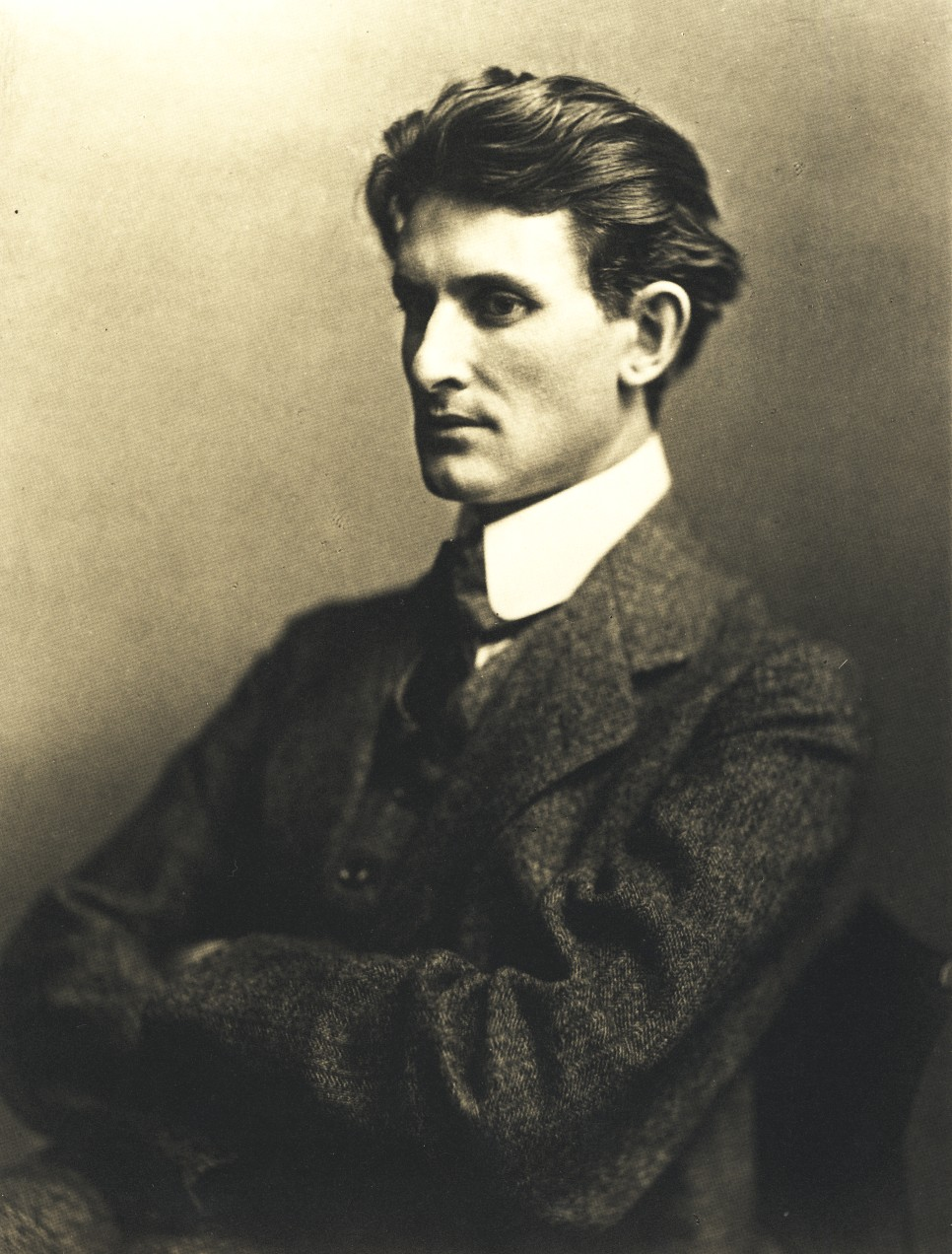
Friedrich Gundolf auf einer Fotografie von Jacob Hilsdorf.

Die Beziehung zu Friedrich Gundolf prägte George wie sonst keine weitere in seinem Leben. War es auf Gundolfs Seite vor allem die Bewunderung für George und dessen Werk, spielten bei George Liebesgefühle eine bestimmenden Rolle. Da er ahnte, dass Gundolf keine homosexuellen Neigungen verspürte, wollte er ihn nicht durch ungestümes Verhalten zurückstoßen. So schrieb er ihm, er habe „so viel ehrfurcht vor Ihrem beginnenden als Sie vor meinem halberfüllten leben“ und ging auch sonst behutsam vor, da er befürchtete, sonst zurückgestoßen zu werden.
Ende März 1900 fuhren sie für eine Woche nach Oberitalien, die erste von vielen gemeinsamen Reisen. Was sich während der Tage zwischen ihnen ereignete, kann allenfalls den ersten Gedichten der Gezeiten interpretierend entnommen werden, in denen die Beziehung dichterisch gestaltet wurde:
Und eine stunde kam: da ruhten die umstrickten

Noch glühend von der lippe wildem schwung ·

Da war im raum durch den die sanften sterne blickten

Von gold und rosen eine dämmerung.
George spürte die Nähe eines möglichen Glücks, konnte sich auf die Beziehung aber nicht ganz einlassen, hielt sich Rückzugsmöglichkeiten offen und verwirrte Gundolf durch unterschiedliche Botschaften und plötzliche Distanz.
Im Frühjahr 1905 lernte er den damals zwanzigjähren Robert Boehringer kennen und verliebte sich ein Jahr darauf in den nur 18-jährigen Ernst Morwitz. Obwohl in den kommenden Jahren auch andere Männer die Favoritenrolle übernahmen, bewahrte sich Gundolf die Sonderrolle des ersten Geliebten Georges.
Gundolf, in seinem verherrlichenden George-Buch, deutete die auch auf ihn zurückgehenden Gedichte mehr als zwanzig Jahre später:
Die Gezeiten sind für ihn Georges Buch der Liebe. Zwar sei seine ganze Dichtung von Liebe durchglüht, doch erst hier habe er ihr „ihre eigenste Stimme verliehen“, die sonst „durch den Mund der Mächte, des Geistes oder des Gottes, als Natur- oder Schicksalsgesang“ spreche, nun aber persönlich als „die nackte Leidenschaft des Sehnens, Erringens, Besitzens und freie Regung des Herzens“ zum Ausdruck komme.
Das vergebliche Zwiegespräch zwischen Ich und Du aus dem Jahr der Seele wiederhole sich, einem Werk, in dem George noch die schwermütige Einsamkeit des Ich als notwendiges Gesetz bejahte. Während dort die Liebe Züge der Natur oder des Verhängnisses trage, sei sie in den Gezeiten von aller „Naturgebundenheit“ befreit. Der Liebende könne im Jahr der Seele noch an kein Heil glauben, was ihm in den Gezeiten gelinge, obwohl er es – in Gestalt Maximins – noch nicht erreiche.

## Hintergrund
Drei Tendenzen bestimmen den Zyklus von den Zeitgedichten bis zu den Tafeln: Der Kampf der oberen gegen die unteren Mächte oder des Lichts gegen die Finsternis, eine deutsche Wendung, die auch mit der Abkehr vom (französischen) Ästhetizismus verbunden ist, und schließlich der pädagogische Führungsanspruch von der Kunst auf sämtliche Bereiche des gesellschaftlichen Lebens.
Die drei Gedichte Templer, Die Hüter des Vorhofs und Der Widerchrist sind Ausgangspunkte dessen, was George später als seinen Staat bezeichnen sollte. Zwischen 1907 und 1914 baute er diesen Staat zu einem geschlossenen Wertesystem um. Diese Gedichte geben auch Hinweise auf das „Erziehungsprogramm“, das im Stern des Bundes in viel geschlossenerer, stilistisch einheitlicherer Form vorgetragen werden sollte.

### Kunst und Leben
Die Trennung von Kunst und Leben, von der George noch im Vorwort zum Jahr der Seele gesprochen und damit eine ähnliche Position wie Hofmannsthal in seinem Aufsatz Poesie und Leben eingenommen hatte, scheint mit dem siebenten Ring nun nicht mehr möglich. Hatte er es dort als „unweise“ betrachtet, sich für das Verständnis an „das menschliche und landschaftliche Urbild“ zu kehren, da „ich und du die selbe seele“ seien, löst sich hier diese Differenz zwischen Autor und lyrischem Ich nun schrittweise auf. Dem Dichter-Propheten war Göttliches zuteilgeworden, das es einem erlauchten Kreise zu verkündigen galt.
Diese neue Aufgabe war mit einem einschneidenden Verlust verbunden, dem Tod Maximilian Kronbergers, den George in die übersinnliche, mythisierte Gestalt Maximins verwandelte. Da dessen Göttlichkeit nun in der persönlichen Gotteserfahrung des Dichters wurzelte, in seinem Damaskuserlebnis, und das verkündigende Ich kein imaginiertes war („Ich seh in Dir den Gott“), konnte George für seine Anhänger selbst zum charismatischen Seher in finsteren Zeiten aufgewertet werden, zum Herrscher des Geheimen Deutschland im Neuen Reich einer wiedergewonnenen Ganzheit. Die Wahrheit des Künstlers war kein ästhetisches Spiel mehr. So zweifelte im George-Kreis niemand an der persönlichen Anlage des siebenten Rings.

### Kosmiker

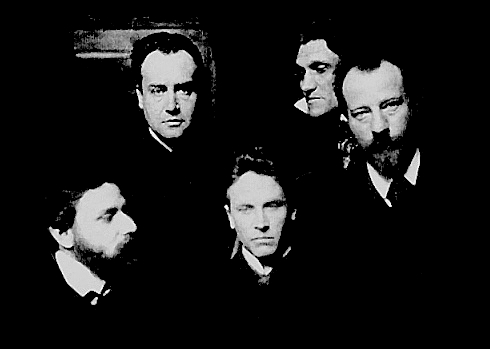
Die Kosmiker Karl Wolfskehl, Alfred Schuler, Ludwig Klages, Stefan George, Albert Verwey

Für George war die Zeit nach der Jahrhundertwende eine Phase des Umbruchs. Seine Involvierung in den Kreis der Münchner Kosmiker um Alfred Schuler, Ludwig Klages und Karl Wolfskehl fand 1902/1903 ihren Höhepunkt und 1903/1904 auch gleich ihr abruptes Ende, als Schulers und Klages’ vehementer Antisemitismus sowie ideologische und persönliche Differenzen zur Schwabinger „Kosmiker-Krise“ und damit zum Auseinanderbrechen dieses Kreises führten.
Georges Nähe zu diesem Kreis beleuchtet auch sein Werk. So gewinnt der in den Böcklin-Versen beschworene urgeborene Schauer eine neue Bedeutung, wenn der geistige Hintergrund der Kosmiker betrachtet wird.
Für Schuler und Klages bezog sich der Schauer auf das plötzliche Innewerden einer esoterischen „Ganzheitserfahrung“, einer Verbindung mit dem All. Die Entwicklung der Zivilisation als  Entbergung aus der ursprünglichen „kosmischen Integration“ betrachtend, glaubten Schuler und Klages in bestimmten kulturellen Momenten oder in einzelnen Personen eine besondere Empfänglichkeit für die „Schauer des Alls“ und des Anfangs zu vernehmen und hofften auf eine Erneuerung archaischen Lebens in der Nachmoderne. So sprach Schuler von neuen kosmischen Lichtschauern, während Klages in der Romantik Schauer des Lebens zu erkennen glaubte, mit denen man auch im nüchternen Alltag erneut von der Kraft des Elementaren berührt werden konnte. Für George war das Innewerden elementarer Naturkräfte zwar ein wesentlicher Impuls, er sah in ihm aber, wie in den Versen angedeutet, auch eine Gefahr für die künstlerische Intention: Der Schauer bedürfe einer poetischen Einhegung, der Schmerz des Maßes, der apollinischen Bändigung, damit verhindert werden konnte, dass „In kalter zeit das heilige feuer losch.“ Aus diesem Grund erklärte Gundolf, dass der „bluthafte Schauer“ in der „lautren Flamme“ von Georges Lyrik gebannt werde. Diese Differenz zwischen George und den Kosmikern erhellt den Maximin-Mythos ebenso wie den Zerfall des Kreises.
In Schulers antisemitisch-esoterischer Vorstellungswelt strömten im Blut „kosmische Energien“ des Menschen zusammen, ein kostbarer Besitz, der „Quell aller schöpferischen Mächte“ sei. Dieser Schatz sei von einem besonderen Leuchtstoff durchdrungen, der von der kosmischen Kraft des Träges künde, allerdings nur im Blut auserwählter Personen zu finden sei. Von ihnen erwartete man in den Zeiten des Niederganges die allgemeine Wiedergeburt in den Sonnenkindern oder Sonnenknaben. Nun gab es nach Auffassung Klages’ einen mächtigen Feind des Blutes, den Geist, und die kosmischen Anstrengungen sollten darauf hinauslaufen, die Seele aus der „Knechtschaft“ dieses Geistes zu befreien, jener Kraft, die mit Fortschritt und Vernunft, Kapitalismus, Zivilisation – und dem Judentum gleichzusetzen war und den Sieg Jahwes über das Leben bedeuten würde. Die Tiraden Schulers gegen den „Molochismus“, wie er seine Anspielung auf den kinderverschlingenden Moloch nannte, unterschieden sich kaum von antisemitischen Wendungen, die um diese Zeit in Wien gestreut wurden. Klages ging über diese noch hinaus, indem er vom Scheinleben einer Larve sprach, die Jahwe nutze, „um auf dem Wege der Täuschung die Menschheit zu vernichten.“

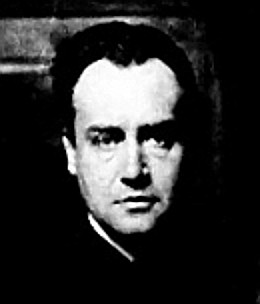
Alfred Schuler

Obwohl George viele Ideen Schulers als unsinnig ablehnte, war er von ihm fasziniert und vergegenwärtigte in etlichen Versen dessen heraufbeschworene Visionen. Nun wollte Klages, der Schuler immer nähergekommen war, zwischen George und dem jüdischen Mitglied des Kreises Karl Wolfskehl einen Keil treiben. 1940 biederte er sich dem Zeitgeist an und bestätigte damit indirekt Georges Absage an den Antisemitismus: Klages behauptete, er habe 1904 im letzten Moment durchschaut, dass der George-Kreis von einer „jüdischen Zentrale gesteuert“ werde. Er habe George vor die Wahl gestellt, indem er ihn fragen wollte, was ihn an „Juda“...„binde“. Diesem Gespräch sei George ausgewichen.
Wolfskehl, der sich als „römisch, jüdisch, deutsch zugleich“ charakterisierte und als bedeutender Repräsentant der jüdischen George-Rezeption angesehen werden kann, glaubte zunächst an eine Symbiose von Deutschtum und Judentum und orientierte sich hierbei an den Werken des Dichters, der im Stern des Bundes im Sinne einer Wahlverwandtschaft Juden als die „verkannte(n) brüder“ bezeichnete, „von glühender wüste...Stammort des gott-gespenstes..gleich entfernt.“
Allerdings ging es dem Dichter weniger um sein Verhältnis zum Judentum als zur Kunst. Letztlich kann Maximin als die Antwort Georges auf den von Schuler erwarteten Erlöser, den Sonnenknaben, betrachtet werden, allerdings in einem Sinne, der dem obskuren Weltbild der Kosmiker widersprach: War Maximin die Einheit aus „kosmischem Schauer“ und hellenischem Staunen, lief dies für Klages und Schuler eben auf den befürchten Sieg des Geistes hinaus, des Lichts über die wohlige Finsternis.
Für George sollte Maximin, mit dem er sich von den Kosmikern löste, die apollinischen und dionysischen Prinzipien versöhnen, die Nietzsche schon in seinem Frühwerk unterschieden hatte. So war er „eines zugleich und Andres, Rausch und Helle.“
So trat er aus einer seelischen Krise, die er damals erlebte, die Flucht nach vorn an: Er begründete den „Maximin-Mythos“. Wo er zuvor „bangte[] beim blick in [seine] nächste zukunft“, gewann er nun persönlichen Halt wie religiöse Legitimation aus der Vergöttlichung Maximilian Kronbergers, genannt Maximin, den er als „Herr[n] der Wende“ pries. Diese Divinisierung verschaffte nicht zuletzt ihm selbst, der als einziger die Göttlichkeit Maximins erkannt zu haben glaubte, die Legitimierung dafür, im sich nun konstituierenden George-Kreis als unumschränkter und unumstrittener „Meister“ zu fungieren. Gleichzeitig lernte der homosexuelle Dichter jüngere Männer wie Friedrich Gundolf (seit 1899, vgl. An Gundolf), Ernst Morwitz und Robert Boehringer (um 1905, siehe An Ernst und An Robert) kennen, die ihn uneingeschränkt bewunderten und zu denen sich enge Freundschaften und Liebesbeziehungen entwickelten.

### Maximin-Mythos
Im Maximin-Mythos wiederholen sich Elemente des griechischen und christlichen Motivs vom göttlichen Kind, das sich schon im ägyptischen Horus-Mythos finden lässt. Vor dem Geschichtshorizont Nietzsches glaubte George für seinen Kreis einzulösen, was der Mallarmé-Kreis versprochen und Zarathustra verheißen hatte: Eine Welt zu schaffen, vor der man knien konnte, als „letzte Hoffnung und Trunkenheit.“

#### Religion
In diesem verklärenden Sinne trunkener Anbetung sprach George in seiner Vorrede zu Maximin von ihm als Erlöser und „darsteller einer allmächtigen jugend“, der dem Kreis in schwerer Zeit, als sich manche in „dunkle bezirke“ wagten oder sich „voll trauer oder hass“ verschlossen, das Vertrauen wiedergab und ihn mit dem „lichte neuer verheissungen erfüllte.“
„Dieser wahrhaft Göttliche“ habe alles verändert und relativiert, indem „die knechtende gegenwart ihr alleinrecht verlor“ und Ruhe eingekehrt sei, die jeden seinen Mittelpunkt habe finden lassen.
Außenstehende würden nicht begreifen, dass dem Kreis solche Offenbarung wie durch Maximin zuteilgeworden sei, dessen zarte und von seherischer Kraft kündende Verse jedes gültige Maß überstiegen hätten, obwohl er selbst ihnen „keine besondere bedeutung“ beigemessen habe.
Die an seinem Tod Verzweifelten habe seine lebendige Stimme noch über die Torheit ihres Schmerzes und von der höheren Notwendigkeit der „frühen auffahrt“ belehrt. Nun könne man sich nur noch vor ihm niederwerfen und ihm huldigen, was zu seinen Lebzeiten die menschliche Scheu verhindert habe.
Der Mythos des Maximin-Stoffes ermöglichte es George, seine bislang unerfüllten religiösen Vorstellungen zu verwirklichen. In Maxim als Verleiblichung des Gottes bestätigte sich seine Auffassung von der innerweltlichen Transzendenz. So verdeutlicht speziell der Siebente Ring die religiöse Dimension im Werk und in der Entwicklung des Dichters selbst. Zunächst rechtfertigte sie den hymnischen Tonfall und begründete den Anspruch des Dichtes, als Seher aufzutreten. Sie war zudem der metaphysische Boden, auf dem er seine Werte in einem teilweise ungewöhnlichen Stil verkünden konnte.
In den Zeilen „Am dunklen grund der ewigkeiten / Entsteigt durch mich nun dein gestirn.“ verdeutlicht er selbst seine Stellung als Medium, indem durch ihn die Ankunft des Gottes ermöglicht wird.
Hatte George schon im Frühwerk die Dichtung geheiligt und das Amt des Dichters gleichsam priesterlich geweiht, entfaltete sich erst im Siebenten Ring das Kultische. Zwischen ihm und dem Frühwerk steht als Übergang der Teppich des Lebens, der im Vorspiel auf den Ring und den Stern des Bundes hindeutet. Indem George die göttliche Sendung und das priesterliche Amt nicht mehr nur als Forderungen, sondern als Wirklichkeit bewusst wurden, vollzog sich eine Wandlung vom Ästhetischen auf das Ethische. Dies schlägt sich im kultischen Charakter des Siebenten Ringes nieder, der lyrischen Grundlage des George-Kreises als einer kultischen Elite. Dabei lehnte Georges das Christentum nicht ab, sondern bediente sich etlicher seiner Symbole und wollte es in seinem Sinne interpretieren. Seine Religion war im Gegensatz zur christlichen Offenbarungsreligion eine Kultreligion, in der das Gottesbild von den jeweiligen Handlungen einzelner Menschen und einer religiösen Praxis geprägt wird.
Für George war die Welt eine sinnliche Wirklichkeit, kein transzendentes Numen. Schon früh versuchte er, ihre Dinglichkeit gegen eine abstrakte und sublimierte Religion auszuspielen.
Das Bedürfnis, sie an plastischen Gestalten – so auch der vielsagende Titel des zweiten Kreises – festzumachen, zeigt sich in Gestalten wie Algabal und kulminierte in der Leibwerdung des Gottes als Akt der Heiligung des sinnlichen Leibes. Dies war für ihn das Amt der Weltmutter, der „großen Nährerin im zorne“, wie es in dem Templer-Gedicht heißt, die den Leib vergottet und den Gott in Maximin verleibt.

#### Historisches Vorbild

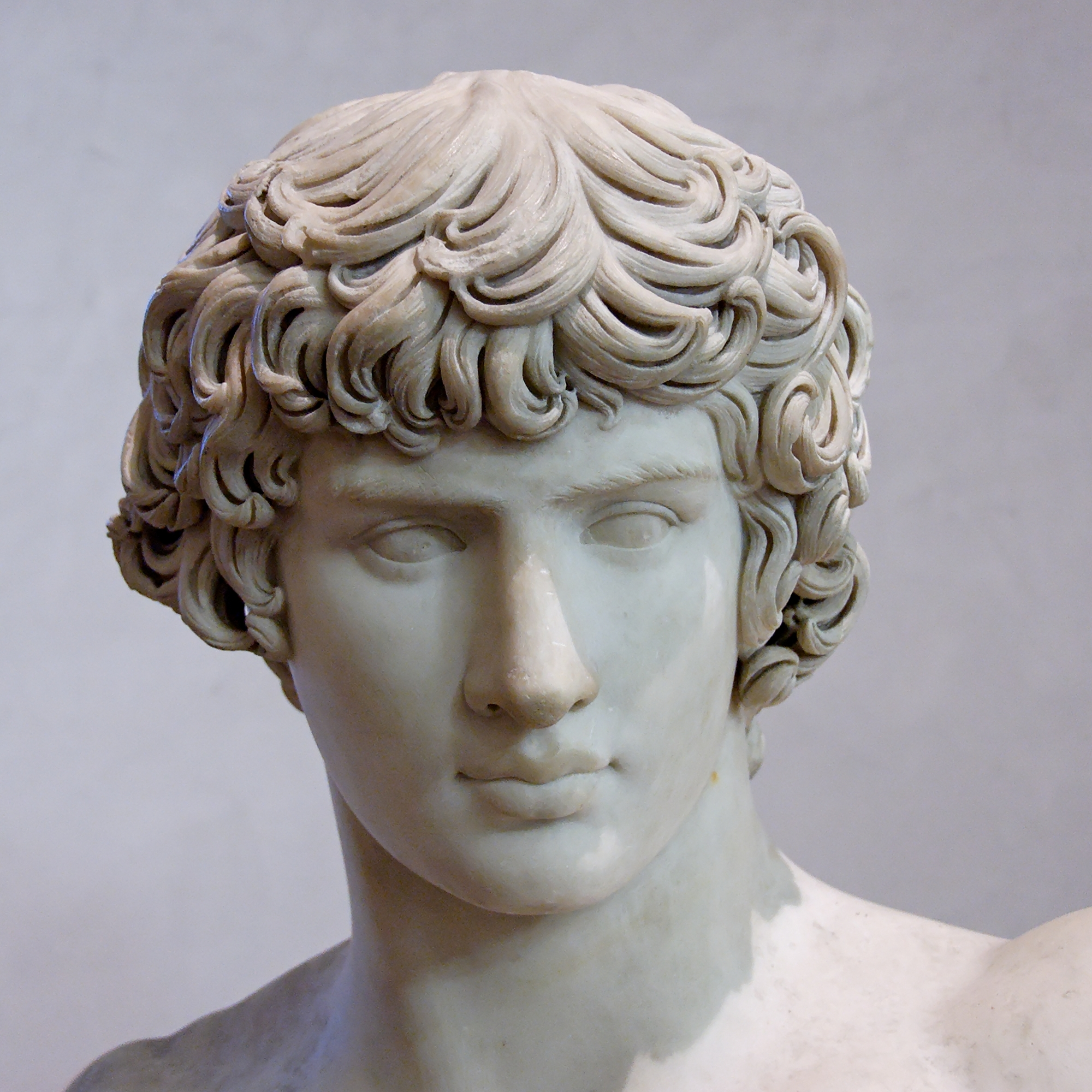
Antinoos. Büste aus der Villa Hadriana in Tivoli. Heute im Louvre

Der Mythisierung Maximins liegt ein historisches Vorbild der römischen Kaiserzeit zugrunde, das trotz gewisser Unterschiede und legendenumwobener Unsicherheiten erhellend ist. Antinoos, der schöne Lieblingsknabe des Kaisers Hadrian, stürzte im Jahre 130 in den Nil und ertrank. Mag es auch ungewiss sein, ob es sich um einen Unglücksfall, um Selbstmord oder ein Opfer handelte, erhob Hadrian ihn jedenfalls zum Gott und schuf einen weitreichenden Kult. An der Stätte des Todes gründete er die Stadt Antinoupolis, der er den Namen des Freundes gab und versetzte ihn unter die Sterne. Die bildenden Künstler jener Zeit griffen das Thema ebenfalls auf und schufen etliche Atinoos-Plastiken. Nicht nur der frühe Tod, der Maximilian wie Antinoos ereilte, entspricht dem Modell des früh entrückten Götterlieblings. In seiner Vorrede stellte George fest, man habe in Maximin den Darsteller einer „allmächtigen Jugend“ erkannt, der den Kreis, je näher man ihn kennenlernte, an ein Denkbild erinnerte, eine Erklärung, die auf den mythischen Charakter der Schöpfung deutet, indem die vorgeformte Gottesidee bestimmender war als die legendenumrankte Person selbst, die nur als Anlass und Träger des Denkbildes wichtig genommen wurde.

#### Charismatische Herrschaft
So bedeutsam die Maximin-Verehrung für die Dichtung Georges und seiner Schüler war, so unsicher ist, wieweit der Kult das praktische Leben des George-Kreises geprägt hat.
Während die Freunde im älteren George-Kreis den Mythos als persönliches Erlebnis des Dichters betrachteten und unterschiedlich bewerteten, unterwarf sich der eigentliche Jünger-Kreis, der sich als Kultgemeinschaft zu einer männerbündischen Elite religiösen Charakters zusammengetan hatte, ihm mitunter kritiklos. Innerhalb dieses Kreises nahm der Mythos eine zentrale Stellung ein.

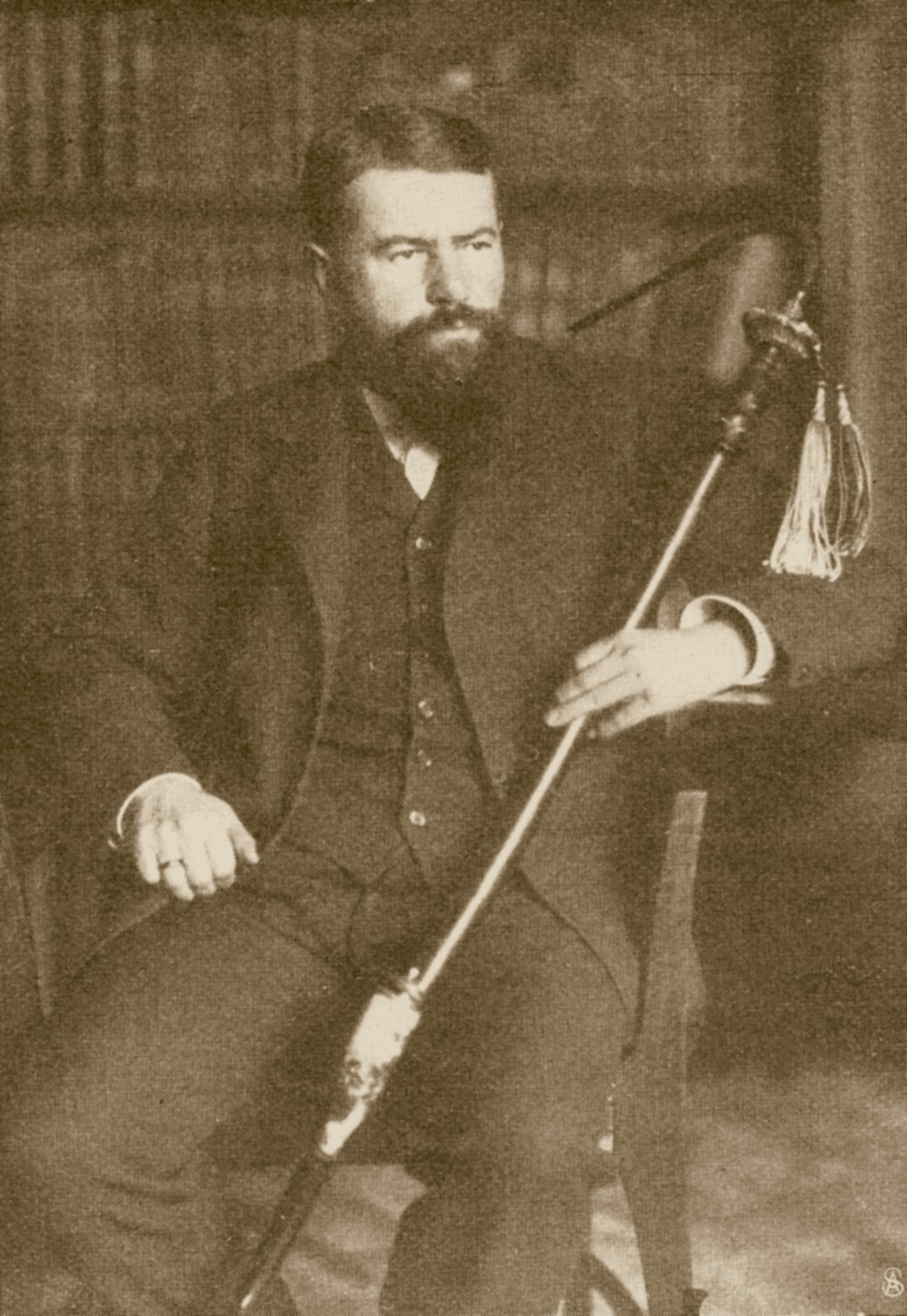
Max Weber (etwa 1907 oder früher)

Der Kult prägte auch die Entwicklung des Begriffs der charismatischen Herrschaft von Max Weber. Für ihn hatte der George-Kreis viele Eigenschaften eines derartigen Verbandes.
Seit 1910 hatte sich Weber zunehmend mit der Frage nach dem Verhältnis von Individuum und Gruppe beschäftigt. Jede Ordnung sei darauf zu prüfen, „welchen menschlichen Typus sie, im Wege äußerer oder innerer (Motiv-)Auslese“ die beste Möglichkeit gebe, sich zum Herrscher aufzuschwingen. In diesem Zusammenhang tauchte im Juni 1910 in einem Brief an Dora Jellinek das erste Mal der Begriff des Charisma auf. Der „Maximin-Cultus“ sei vom „Erlösungsbedürfnis“ geprägt. Fünf Monate später schrieb er, dass der Kreis die Merkmale einer Sekte und „damit auch das spezifische Charisma einer solchen“ habe.
In der Wissenschaft hänge alles davon ab, die richtigen Fragen zu stellen. Zu den interessantesten Untersuchungsobjekten gehörten für Weber die künstlerischen Sekten, hätten sie doch „ganz wie eine religiöse Sekte ihre Inkarnation des Göttlichen.“ In einer im selben Jahr gehaltenen Rede sprach er ausdrücklich vom George-Kreis als einer Sekte: „...ich erinnere an die Sekte Stefan Goerges...“, und betonte dabei, dass er den Begriff wertfrei gebrauche.
In seinem grundlegenden Aufsatz Die drei reinen Typen der legitimen Herrschaft, dessen Erstdruck erst 1922 in den Preußischen Jahresbüchern erfolgte, unterschied Weber drei Idealtypen: Die legale Herrschaft kraft Satzung, nach der das Recht in einem formal korrekten Verfahren geschaffen und geändert werden kann, die traditionelle Herrschaft kraft Glaubens an die Heiligkeit von jeher vorhandener Ordnungen, deren reinster Typ die patriarchalischen Herrschaft sei und die charismatische Herrschaft, „kraft affektueller Hingabe an die Person des Herrn und ihre Gnadengaben.“
Der Typus der charismatischen Herrschaft sei zunächst von Rudolph Sohm für die altchristliche Gemeinde entwickelt worden, wenn auch ohne die Erkenntnis, dass es sich um eine derartige Kategorie gehandelt habe.
Zu den charismatischen Gaben zählt Weber magische Fähigkeiten, Offenbarungen oder Heldentum, sowie die Macht des Geistes und der Rede. Die reinsten Typen dieser Herrschaft seien die des Propheten und des großen Demagogen, dessen Verband die „Vergemeinschaftung der Gemeinde oder der Gefolgschaft“ sei. Während der Typus des Befehlenden der des Führers sei, finde sich der des Gehorchenden im Jünger, der dem Führer wegen seiner außergewöhnlichen Qualitäten folge. Diese Bereitschaft, so Weber, hält nur, solange ihm diese Qualitäten zugeschrieben werden und sein Charisma sich bewährt. Verlässt ihn der Gott, bricht seine Herrschaft zusammen.
Für Thomas Karlauf lassen sich vor diesem Hintergrund die Strukturen des Kreises mit Webers Charisma-Konzept gut beschreiben.

### Einfluss Nietzsches

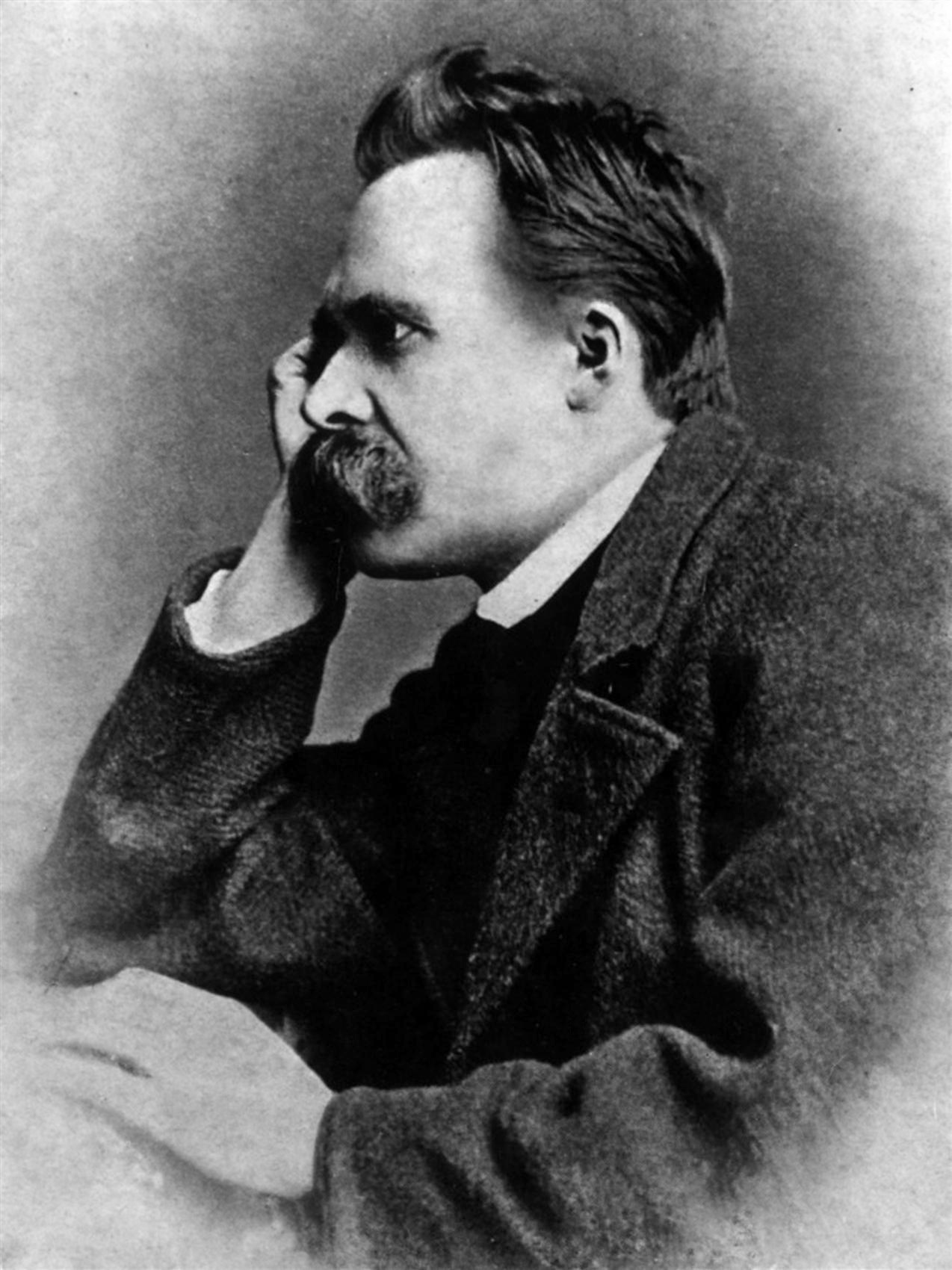
Friedrich Nietzsche, 1882 (Photographie von Gustav Adolf Schultze)

In diesem Zusammenhang ist auch der Einfluss Nietzsches auf George wichtig, der vielfach herausgestellt worden ist.
Georges Geschichtsbild orientierte sich an Nietzsches monumentalischer Historie, die dieser im zweiten Teil seiner Unzeitgemäßen Betrachtungen Vom Nutzen und Nachteil der Historie für das Leben neben die antiquarische und kritische gestellt hatte und deren Maßstabe Plutarchs Lebensbeschreibungen großer Personen der griechischen und römischen Antike waren.
Aus der höchsten Kraft der Gegenwart könne das Vergangene gedeutet werden: „Sättigt eure Seelen an Plutarch und wagt es, an euch selbst zu glauben, indem ihr an seine Helden glaubt“. So hoffe der Mensch als „Tätiger und Strebender“ auf eine ewige, über die Zeiten bestehende Verbindung, denn was einmal „den Begriff Mensch weiter auszuspannen und schöner zu erfüllen“ vermochte, müsse „ewig vorhanden sein.“
Im Sinne dieses Geistergesprächs verbinden sich die großen Momente des Einzelnen und bilden eine Kette wie eine „Brücke über den wüsten Strom des Werdens“, die den Höhenzug der Menschheit durch Jahrtausende verbinde. Diese Einsicht befeuerte ihn zu großen Leistungen, denn das Herausragende der Vergangenheit sei möglich gewesen und so auch später wieder erreichbar.
Georges prophetische Rolle in der Nachfolge Nietzsches verdeutlicht er in dem Zeitgedicht des ersten Teils, das vom Pathos hoher Verantwortung geprägt ist und dem die Distanz des Dichters der „blöd(e)“ „trab(enden) Menge“ in den Niederungen gegenüber ebenso anzumerken ist wie sein großer Überblick. In visionären Ausblicken vergleicht er Nietzsche mit Christus, „strahlend vor den Zeiten / Wie andre führer mit der blutigen Krone“, als „Erlöser, der aufschreit“ im „Schmerz der Einsamkeit“.
Spätestens mit dem siebenten Ring präsentierte George sich in der Rolle des strengen Gesetzgebers in seinem eigenen künstlichen Reich. So berichtete Herbert Cysarz, der George über Gundolf kennengelernt hatte, der Dichter habe sich „zum willentlichen Gründer eines künstlerischen Staats erklärt.“
George versuchte das schmähliche Ende Nietzsches auch mit dessen Isolation zu erklären, mit der Flucht in die geistigen Höhen „eisige(r) Felsen“ und „horste grauser vögel.“ So glaubt er dem großen Toten posthum „flehend“ zurufen zu müssen, dass Einsamkeit keine Lösung biete und es „not“ sei, sich zu, „bannen in den Kreis, den liebe schliesst...“. Für den Dichter selbst war dies der eigene Kreis der Jünger, die er um sich scharte und in dem er den Ton angab. Dies ging so weit, dass der Kreis den Mythos schuf, George selbst sei der einzig legitime Nietzsche-Nachfahre, die Einlösung der Visionen des Praeceptor Germaniae.
George behandelt in seinem Ring auch Motive der von Heinrich Heine und seinem Bewunderer Nietzsche kritisierten Leibfeindlichkeit. Die Doktrin Saint-Simons, die von dessen Schüler Enfantin als lebendige Einheit von Geist und Stoff gelehrt wurde und bei Nietzsche – etwa in seinem Fluch auf das Christentum – leitmotivisch zu finden ist, wird im Templer-Gedicht der Gestalten aufgenommen. Hatte Nietzsche gegen die Verachtung des Leibes einer bestimmten asketischen griechisch-christlichen Tradition die Unschuld der Sinne empfohlen, lautet die Formel Georges am Ende des Gedichts: „den leib vergottet und den gott verleibt“ womit er die Lehre Enfantins widerspiegelt.

### Imitatio und Homosexualität
George unterschied Künstler, die er als urbedingt oder Urgeister bezeichnete von abgeleiteten Wesen. Während die Urgeister ihre Anlagen ohne Führung vollenden konnten, war das Schaffen der anderen nicht autark, so dass sie auf den Kontakt zu den Urgeistern angewiesen waren und das Göttliche nur in abgeleiteter Form empfangen konnten. Das Gegensatzpaar Urgeister – abgeleitete Wesen prägte das Denken und Schaffen des George-Kreises.
So galt Rudolf Borchardt für Gundolf als abgeleitet, während George selbst „nichts als wesen“ sei. Max Kommerell unterschied zwischen dem Urdichter, der unmittelbar aus dem Lebensstoff neue Sprachezeichen erzeugte (Mimesis) und dem abgeleiteten Dichter, der „am Geformten weiterformt“ (Imitatio).
Die meisten Anhänger Georges sahen sich selbst als abgeleitete Wesen.

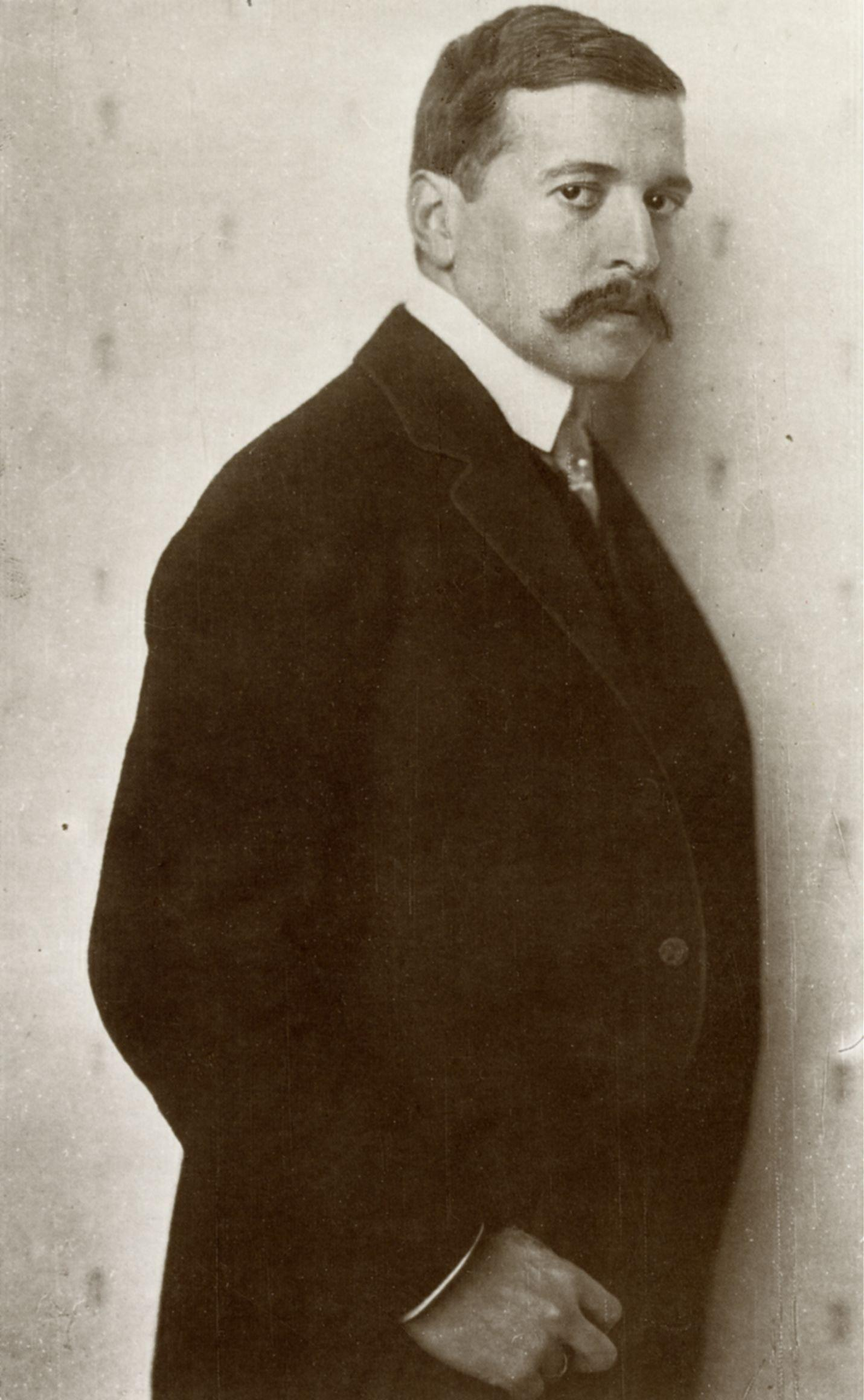
Hugo von Hofmannsthal kritisierte die George-Imitation, 1910 auf einer Fotografie von Nicola Perscheid.

Wie George gegenüber den kritischen Einwendungen Hofmannsthals erläuterte, sollten diese abgeleiteten Wesen von den schöpferischen Leistungen der Urgeister durch eine ethisch und ästhetisch je spezifische Weise der Nachahmung teilnehmen und davon partizipieren. Zu den wenigen Urgeistern gehörten für George etwa Karl Wolfskehl und Ludwig Klages.
Das eigentliche Schöpfertum, die Creatio, bezieht sich indes nicht auf eine Neuschöpfung von Welt, wie noch im französischen Symbolismus, sondern von Sprache, mit der die Welt bezeichnet wird. Der Dichter findet für das Wahrgenommene neue Zeichen, leiste Mimesis, mit der das urbildliche Sein erkannt und dargestellt wird. Die abgeleiteten Wesen hingegen können im Gestus der Urgeister dichten, selbst aber keine Creatio vollbringen. Konflikte entstehen, wenn die Anhänger die Ebenen verwechseln oder Werke falsch rezipieren.
Hofmannsthal, den Gundolf später zu den abgeleiteten Wesen zählte, kritisierte dieses Imitatio-Modell. Es wirke verlogen, täusche es doch das „Durchdrungensein, den Sieg über das Ganze“ vor, indem man sich des „neuen gehalten Tones“ bediene.
Die mittelmäßigen Poeten, mit denen George sich abgebe, würden ihre eigene Mediokrität nur verbergen wollen, indem sie den Meister nachahmten. George seinerseits hielt Hofmannsthal vor, er biedere sich der Menge an, habe sich mit vielen eingelassen und sei einer Zusammenarbeit mit ihm stets ausgewichen. Georges Gedicht Der Verworfene wurde im Kreis auf Hofmannsthal bezogen, während George selbst sich auf diese Deutung nicht festlegen ließ.
Eine spezifisch-ästhetische Erfahrung konstituierte den George-Kreis und stand am Beginn jedes Kontakts zwischen späterem Mitglied und George selbst. So präformierte sie ein quasireligiöses Verhältnis zwischen Meister und Jünger, eine Beziehung, die durch unterschiedliche Imitationstechniken des Kreises fortgesetzt werden sollte. Der Impuls zu dieser Nachfolge wurde jeweils durch eine ästhetische Ersterfahrung mit Georges Lyrik ausgelöst, was zur bedingungslosen Anerkennung seiner Person und seinem Werk führte, wie aus den Erinnerungsbüchern des Kreises hervorgeht. Dies wird vor allem an Gundolf deutlich, dem ersten aus dem Kreis um George, der eine Jüngerrolle einnahm.
Um die Bedeutung von Imitation und Epigonalität zu verstehen, ist ein Blick auf die Verarbeitung homoerotischer Momente wichtig. Während die Epigonalität innerhalb des Kreises abgelehnt wurde, gehörte eine spezifische Imitatio zu seinen Grundelementen.
Nach Auffassung Gunilla Eschenbachs spielte in den Traurigen Tänzen des Jahrs der Seele eine unbefriedigte (heterosexuelle) Liebesbeziehung eine Rolle, die im Vorspiel des Teppichs vom homoerotischen Eros des Engels abgelöst wird. Gleichzeitig ersetzte George die negative Epigonalität durch eine positive Imitatio: Der Engel ist Führer des Dichters, der seinerseits Jünger um sich schart, ein Paradigmenwechsel, der den Beginn des Werkes charakterisiert und sich kritisch-rückblickend auf das epigonale weibliche Paradigma im Jahr de Seele bezieht. Die nichtdomestizierte weibliche Sexualität stelle für George eine Bedrohung dar: Er verbinde den erfüllten (heterosexuellen) Geschlechtsakt mit Zersetzung und Dekadenz – im übertragenen Sinne mit Epigonalität oder Ästhetizismus. In Die Fremde etwa, einem Gedicht aus dem Teppich des Lebens, versinkt die Frau als dämonische, im Mondlicht mit „offenem haar“ singende Hexe im Torf, ein „knäblein“, „schwarz wie nacht und bleich wie lein“ als Pfand zurücklassend, während in dem als sprachlich verunglückt eingestuften Gewittern die „falsche Gattin“, die sich „in den wettern tummelt“ und „zügellosen rettern“ preisgegeben ist, am Ende verhaftet wird.
Im siebenten Ring nun kehrte George einen Topos klischeehafter Homosexualitätskritik vom „weibischen Verhalten“ um und wendete ihn gegen die Gruppe der Ästhetizisten, indem er ihnen ein „arkadisch säuseln“ und „schmächtig prunken“ vorhielt, eine effeminierte Haltung, die gegenüber dem „männlichen“ Ethos der Tat nicht bestehen könne. So assoziierte er mit Epigonalität und Ästhetizismus „das Weibliche“, das es zu bekämpfen galt.

## Deutung
Zur Deutung des Zyklus ist für Vincent J. Günther ein Gespräch zwischen George und Edith Landmann erhellend.
Während im Teppich das Leben gebändigt scheine, breche im Ring das Chaotische wieder neu herein. Etwas so Einheitliches wie der Stern des Bundes habe nur entstehen können, „wo solch ein Chaos vorausgegangen war.“
Nun ist zwar mehrfach auf Probleme des Bandes, seine Widersprüchlichkeiten und eine gewisse artistische Beliebigkeit verschiedener Stilebenen hingewiesen worden. Doch selbst Borchardt, in seinem polemischen Verriss, hob das tektonisch Geordnete des siebenten Ringes hervor. Gerade die auffallende mathematische Struktur trug George etliche Vorwürfe ein.
Vor diesem Hintergrund will das Wort „Chaos“ nach Auffassung Günthers nicht zu einem Buche passen, das wie kein anderes der deutschen Lyrik einen so ins Auge fallenden formal-geschlossenen Aufbau hat. George habe nach eigenen Angaben die vielen Strömungen des Lebens und des Geistes ordnen und eine andere innerliche Einheit anstreben wollen, mit der er an die Welt herangetreten sei. In diesem Sinne unterscheide sich der Ring von vorhergehenden Werken. Sei dort – im Sinne des Ästhetizismus – alles Unkünstlerische und der soziale Bereich scheinbar ausgeschlossen worden, werde hier der Blicke auf die Totalität deutlicher.
Bis auf Traumdunkel erwecken auch die Titel der sieben Kreise keine Assoziation des Chaotischen, sondern deuten auf Ordnung und Klarheit.
Ein bestimmendes Element des Werkes sei das ordnende Prinzip der Antinomie, ein ohnehin prägendes Grundmuster des Georgeschen Œuvres, das man etwa mit den Gegensätzen von Rausch und Helle, nordischem Nebel und mediterraner Klarheit andeuten könne. Dies zeige sich nicht nur in den polaren Gestalten, sondern auch in den Zeitgedichten. Dort wird Nietzsche, den bei aller Bewunderung auch kritische Töne treffen, das große Vorbild Dante gegenübergestellt, der neben dem Paradiso eben auch das Inferno gestaltet habe. Setzte man eines der Prinzipien absolut, würde man der künstlerischen Intention nicht gerecht, indem gewisse Widersprüche unaufhebbar seien und zum Zustand der Welt gehörten. Dass eine schlicht-dichotomische, wertende Trennung falsch sei, deutet Günther für das Gedicht Der Kampf an: Indem das Geschehen aus der Sicht des unterlegenen Unholds und nicht des Lichtgottes geschildert wird und der am Boden Liegende noch die Kraft des Gesanges habe, verbiete sich eine klare Deutung im Sinne eines Sieges.

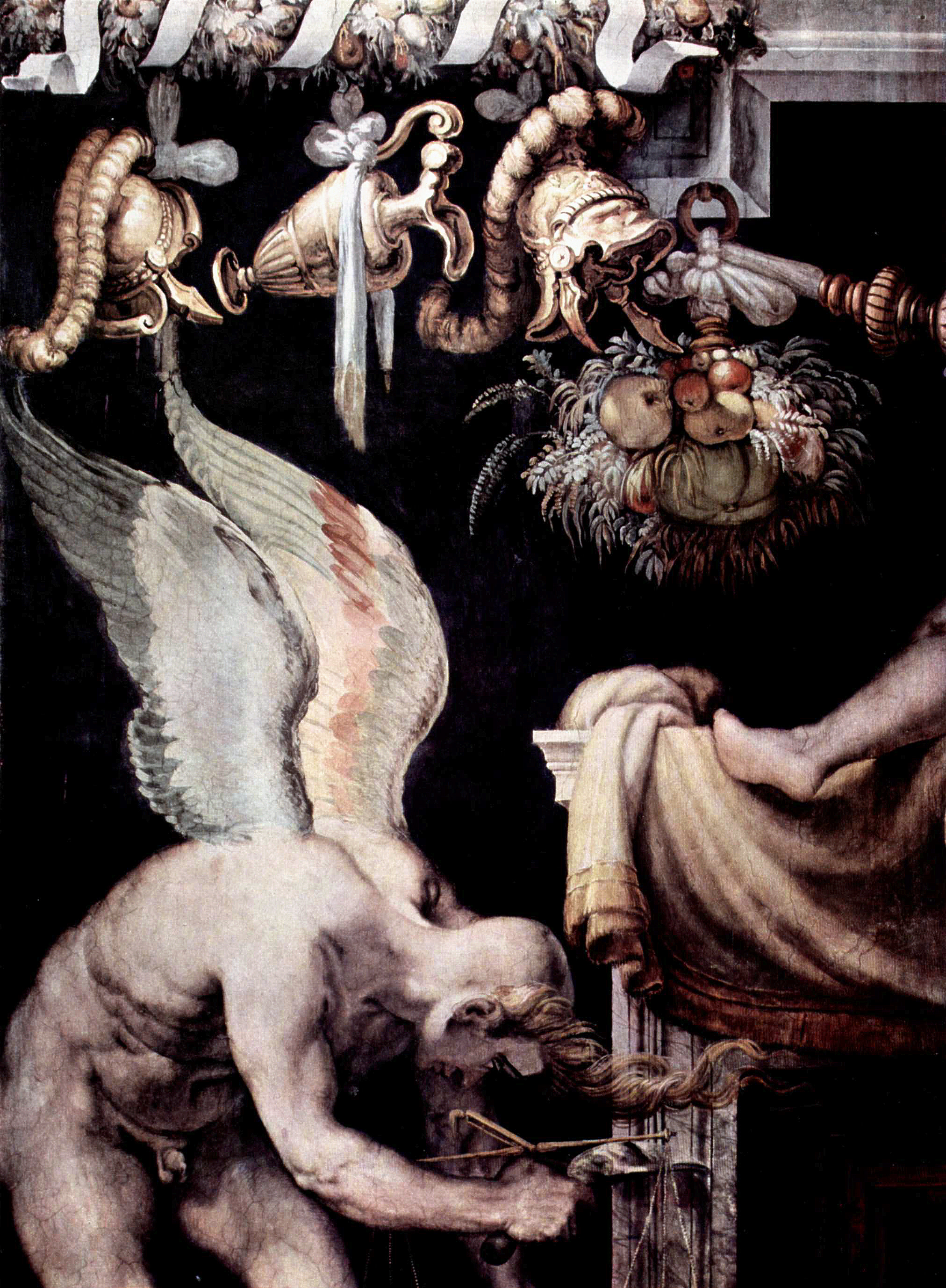
Kairos auf einem Fresko von Francesco Salviati im Audienzsaal des Palazzo Sacchetti in Rom, 1552/54

Die antinomischen Spannungen des Ringes seien auch in früheren Werken nachzuweisen, wenngleich sie sich im Ring das erste Mal deutlich artikulierten.
George bezieht die Geschichtlichkeit mit ihren Widersprüchen und Verwerfungen in sein Werk ein, ohne das Ästhetische dabei aufzugeben. So handelt es sich für Günther um keine ästhetische Versöhnung, sondern um eine tiefsinnige Gestaltung des Ewigen Augenblicks, der dem griechischen Kairos entspricht, einem besonderen Moment, der nicht im Strom der Zeit versinkt, sondern diesen transzendiert. Eine Vermittlung der Widersprüche, eine Harmonisierung der Welt sei fatal.
Georges Verdikt über die Zeit betreffe Elemente der Wilhelminischen Epoche und könne nicht als reaktionäre Abrechnung mit dem Liberalismus verstanden werden. So ist seine Dichtung für Günther nicht antidemokratisch, sondern wendet sich gegen das (postmodern) leichtfertige Überspielen objektiver Gegensätze. Indem George die Geschichte als Bühne widerstreitender Kräfte betrachtet, vermag er in ihr keinen dialektischen Prozess des Werden zu einem bestimmbaren Ziel zu erkennen.
Sein Verhältnis zur Tradition erscheint hierdurch ebenfalls in einem neuen Licht und führt zu einer ideellen Gleichzeitigkeit der Epochen, die dichterisch trotz ihrer Gegensätze aufeinander bezogen werden können. Auf diese Weise erscheint auch der Mensch in einer anderen Perspektive. George verwirft den gängigen Individualitätsgedanken. Der Mensch könne die Widersprüche der Welt nur ertragen, wenn er seine zufälligen Eigenschaften nicht kultiviere, sondern beschneide. Indem sich George nun vom Kult der Individualität abwendet, ist der Weg zur Bildung der Gemeinschaft vorgeprägt: Der Siebente Ring ist die dichterische Gründung des George-Kreises.
Der ewige Augenblick, in dem die Gegensätze der Welt zu begriffen werden, klingt für Günther im berühmten letzten Gedicht des Maximin-Zyklus an, der Entrückung – „Ich fühle luft von anderem planeten.“
Obwohl der Dichter im gängigen Stil mystischer Erlebnisse den Aufstieg des Ich besingt, kommt es zu keiner Unio mystica, wie man dies im Schlussgedicht erwartet hätte, sondern zu einer Auflösung („ich löse mich in tönen“).
Die Erfahrung des Ewigen Augenblicks führt zu keiner Erleuchtung, gibt keine poetischen Urworte frei, die sich noch aussprechen ließen. Indem George die Kunst am Unsagbaren grenzen lässt, führt er sein Werk an die Grenze des Verstummens. Der siebente Ring widerlegt „die Möglichkeit eines sagbaren Mythos in der modernen Welt. Sie ist Dichtung vom Ende der Dichtung.“

## Rezeption

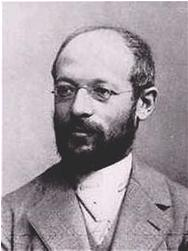
Georg Simmel

Die Lyrik Georges und seines Kreises ist vielfach kritisiert, ja polemisch verrissen worden, während der Kreis seinerseits mit Verteidigungen, kunsttheoretischen Erklärungen und Polemik nicht sparte und sich hierbei an dem oben erklärten spezifischen Imitatio-Modell orientierte, das die Urschöpfung des Künstlers von Verarbeitungen abgeleiteter Wesen unterschied.
Georg Simmel, ästhetisierender Philosoph in der Tradition der Lebensphilosophie und Vertreter des gelehrten jüdischen Bürgertums, veröffentlichte 1898 in der Zukunft den Essay Stefan George. Eine kunstphilosophische Betrachtung, der als erster Versuch eingeschätzt wird, Georges Poetik kunstphilosophisch zu deuten und im Werk des Dichters Grundzüge moderner Lyrik zu erschließen. Seine Schülerin Margarete Susman ergänzte diesen Ansatz und führte 1919 am Beispiel Georges den noch heute gängigen Begriff vom lyrischen Ich ein.
Der Siebente Ring stehe in einer zwingenden künstlerischen Entwicklung, die durch „dunkle, von keinem Wohin wissende Wurzelkräfte“ getrieben werde und zeige eine deutliche Linie des Wachstums. Diese Entwicklung bedeute nicht, dass spätere Werke vollkommener und reicher wären als die der Frühzeit, sondern zeuge von einer Planmäßigkeit jenseits von Bewusstsein und Unbewusstsein. Simmel geht so weit, die Ideenlehre Platons zu bemühen, des Philosophen, der für den George-Kreis neben Hölderlin zunehmend an Bedeutung gewann. Er vergleicht die künstlerische Entwicklung, wie sie sich in den Werken der letzten Jahre gezeigt habe, mit der schrittweisen Entfaltung der platonischen Idee. Seine Lyrik speise sich dabei einzig aus seiner Seele, die nur sich selbst singe, nicht die äußere Welt. Kein Lyriker würde in einem derart zwingenden metaphysischen Sinne so aus sich herausleben und es so gestalten wie George. In allem objektiven Sein, das in das Werk hineingenommen werde, sei es nur die eine Seele, die in verteilten Rollen sich selber spielt.

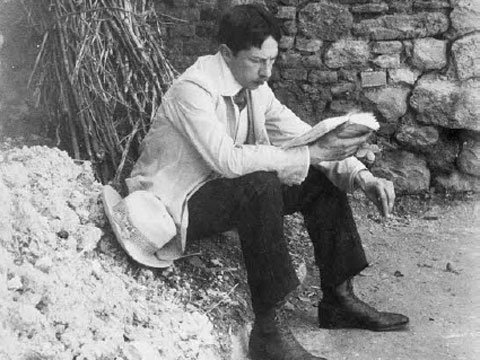
Rudolf Borchardt in Italien (vor 1910)

Rudolf Borchardt war für seine bisweilen polemischen Streitschriften bekannt und hatte früher selbst dem Kreise nahegestanden, sich dann aber distanziert. Mit seinem Programm einer schöpferischen Restauration der deutschen Kultur aus dem Traditionsbestand abendländischer Formenwelten gehörte er zu den Gegnern des Umbruchs, des Sprachverfalls und der Anarchie der Moden und schloss sich den Forderungen nach einer konservativen Revolution des verehrten Hofmannsthal an, die dieser in seiner berühmten Schrifttumsrede aufgestellt hatte. Er veröffentlichte 1909 im Jahrbuch Hesperus den Aufsatz Stefan Georges Siebenter Ring, mit dem er das Werk einer scharfen Kritik unterzog.
Nach einer negativen Gesamtbewertung am Anfang geht er im weiteren Verlauf überwiegend ablehnend aber auch lobend auf einzelne Gedichte ein. Heftig kritisiert er die Kluft zwischen dichterischem Vermögen und Ruhm und fragt provozierend, ob es eine stärkere Bekräftigung des Göttlichen in der Welt gebe, als der an eine Heilslehre erinnernde Umstand, dass die Werke nichts im Vergleich zum Glauben seien. In keiner Literatur der Welt sei es bisher möglich gewesen, dass jemand mit dämonischen Mitteln, allerdings „ohne Fertigkeiten und Kunst“, der maßlosen Seele einer Generation die Form seines Inneren aufgezwungen habe, ein Zustand, in dem er selber existiere.
Kein zweites Mal finde sich ein „Klassiker einer Nation“, der zwar die Gesetze der Sprache nicht beherrsche und der Grammatik wie des Geschmacks nicht sicher sei, aber dennoch „einer neue Epoche diese Sprache...gigantisch aufgezwungen habe“ und sich dessen rühmen könne.
Auch die wunderliche Zahlenmystik beherrsche die Ordnung in einer mehr naiven, künstlich-äußerlichen als künstlerisch-komponierenden Weise und gehorche keinem inneren Plan. Nur die vierzehn einleitenden Zeitgedichte würden eine angemessene Einheit darstellen.
Einige der (schon früher entstandenen) Lieder, die George dem Traumdunkel folgen lässt, seien schön, von ergreifender Einfachheit, klassischem Umriss und einem überirdischen Zauber des geführten Gesanges, Beweise einer großen Meisterschaft, einer großen Seele wie der Dichter sie noch in keinem anderen Buche gefunden habe. Hierzu zählt das Lied Im windes-weben, das auch von Adorno hervorgehoben wurde.
In etlichen Besprechungen spielte die Homosexualität Georges und ihre Bedeutung innerhalb des Kreises eine Rolle. In einem Brief an Hofmiller nannte Rudolf Alexander Schröder die Produktionen des George-Kreises zunächst die „kümmerliche Karikatur“ eines „unfruchbaren Präeraffaelitismus.“
Vor dem Hintergrund der polemischen Borchardt-Besprechung des siebenten Rings rechnete er mit Georges Gesamtwerk ab und vermischte hierbei homophobe und nationalistische Töne. Das Nationalheiligtum Goethe werde beschmutzt: „Wir würden geschwiegen haben, wenn nicht die neueste Veröffentlichung Georges mit Händen, die rein zu nennen wir nicht mehr vermögen, eine Heiligtum antatstete, dessen Sauberhaltung eine Angelegenheit der deutschen Nation“ sei. Dieses Heiligtum würde durch Homoerotik beschmutzt, die im männlichen Freundespaar des Gedichts Goethes letzte Nacht in Italien angedeutet wird, mit dem George später seinen letzten Zyklus Das Neue Reich eröffnen sollte. Diesen „nicht sehr saubere Gegenstand“ unterstreicht Schröder, indem er sich auf Maximin und den Siebenten Ring bezieht.
Friedrich Gundolf, apologetischer Bewunderer und Schüler Georges, betrachtete dessen geschichtliche Aufgabe als „Wiedergeburt der deutschen Sprache und des Dichtertums.“
So schrieb er von den „beiden einzigen Menschen die jenseits dieses ganzen Zeitalters...sich im Wort entladen, um ihren geschichtlichen Beruf der Erneuerung zu erfüllen: Nietzsche und George.“
Die Erscheinung des Engels im Teppich des Lebens sei Verkündigung und nicht Epiphanie.
Sein Programm von der Vergottung des Leibes suchte Gundolf mit Bezug auf Platons Symposion und dem Phaidros in einer eigenen Deutung zu erklären, die „deutschen Heldenkult“ mit Elementen der Platonische Liebe verbindet.
Für George sei Maximin die Verkörperung der Idee der Schönheit gewesen und bilde nicht nur die Mitte des Siebenten Ringes, sondern den Kern von Georges weiterem Schaffen.
Wer in der Lage sei, nicht in „aller Ewigkeit, sondern in jedem Augenblick“ die Gottheit zu erkennen, für den sei die Vergottung des Leibes verständlich. Entdecke man den eigentlichen Ursprung der Gedichte, sei man nicht erstaunt, in Georges hellenisch-katholischer Welt eine „Gottmenschengestalt“ zu finden.
So sei Maximin „nicht mehr und nicht weniger als der göttlich einfach schöne Mensch, bis zum Wunder vollkommen, geboren in dieser bestimmten Stunde...kein Übermensch und kein Wunderkind, das heißt Durchbrechung menschlicher Ränge, sondern eben ein Gott, Erscheinung menschlichen Rangs.“
Der „Heldenkult des Altertums von Herakles bis Cäsar“ sei nur eine „dumpfere Form“ der platonischen Lehre. Sei jedem echten Glauben bisher die „Vergottung des Menschen selbstverständlich“ und nur „einem blut- und seelenlosen Geschlecht die leibhafte Erscheinung eines Mittlers widersinnig“, liege „das eigentliche Geheimnis von Georges Glauben in der Vergottung eines deutschen Jünglings dieser Zeit.“
Mit dieser Interpretation lässt Gundolf eine damals aufkommende deutsche Jugendverehrung erkennen. Die „deutsche Jugend“ sei eine Weltkraft, die sich von den Jugendbildern anderer Völker unterscheide, eine geisitg-sinnliche Urform des „Menschtums“, die seit dem Tode Alexander des Großen nicht mehr erschienen sei, im klassischen Griechenland also, wo Jugend nicht bloß Naturzustand, sondern Geistlage gewesen sei.
Dass „ein Mann sich in Knaben verliebt statt in Mädchen“ gehöre „in den Bereich der natürlichen Blutreize, nicht der geistigen Lebenskräfte.“ Wie auch immer man es bewerte – entschuldigend als Umweg der Natur oder billigend als ihre Verfeinerung – diese Verliebtheit habe mit „Liebe so wenig zu tun wie der Geschlechtsakt.“
George hatte in seiner vielzitierten Einleitung zu den Umdichtungen der Sonette Shakespeares nicht nur von der „anbetung vor der schönheit und dem glühenden verewigungsdrang“ geschrieben, sondern „die leidenschaftliche hingabe des dichters an seinen freund“ mit der „weltschaffenden kraft der übergeschlechtlichen Liebe“ erklärt. Diese habe man hinzunehmen. Es sei töricht, „mit tadeln wie mit rettungen zu beflecken was einer der grössten Irdischen für gut befand.“

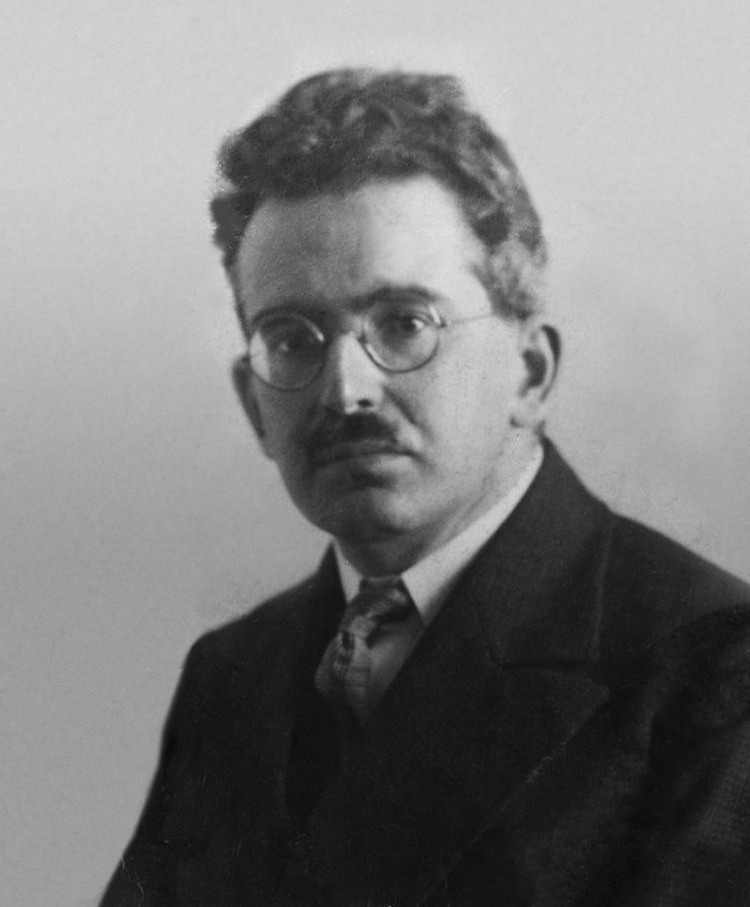
Walter Benjamin – 1928

In seinem Rückblick auf Stefan George ging Walter Benjamin 1933 auf eine Studie Willi August Kochs ein und betonte gleich zu Anfang die prophetische Stimme des Dichters. Ähnlich wie später Adorno attestierte er ihm ein Vorwissen um kommende Katastrophen, das sich indes weniger auf historische als auf moralische Zusammenhänge beziehe, die Strafgerichte, welche George dem „Geschlecht der eiler und gaffer“ vorausgesagt habe. Als Vollender der Dekadenzdichtung stehe er am Ende einer mit Baudelaire beginnenden geistigen Bewegung.
Mit seinem angeborenen Spürsinn für das Nächtige habe er indes nur lebensferne Regeln vorzuschreiben vermocht. Die Kunst sei für ihn der siebente Ring, mit dem die in den Fugen nachgebende Ordnung zusammengeschmiedet werden solle.
Georges Kunst erwies sich für Benjamin als streng und triftig, der "Ring" als eng und kostbar. Allerdings habe er die gleiche Ordnung im Auge gehabt, die von den „alten Mächten“ mit unedleren Mitteln angestrebt worden sei. Auf die Kritik Rudolf Borchardts an verfehlten Strophen eingehend, befasste sich Benjamin mit spezifischen Problemen des Stils, der den Gehalt verdränge oder in den Schatten stelle. Werke, in denen die Kraft Georges versagt habe, seien meist diejenigen, in denen der Stil triumphiere, der Jugendstil, in dem das Bürgertum die eigene Schwäche tarne, indem es sich kosmisch aufschwinge, in Sphären schwärme und Jugend als Wort missbrauche. Die mythische Figur des Vollenders Maximin sei eine regressive, idealisierende Abwehrfigur. Mit seinen „gequälten Ornamente(n)“ wolle der Jugendstil die objektive Formen-Entwicklung der Technik ins Kunstgewerbliche zurückführen. Als Antagonismus sei er ein „unbewusster Rückbildungsversuch“, den bevorstehenden Veränderungen auszuweichen.
Ein Blick in die Naturerfahrungen Georges sei erhellend, um die geschichtliche Werkstatt zu erkennen, in der die Dichtung entstand. Für den „Bauernsohn“ blieb die Natur eine überlegene und gegenwärtige Macht, nachdem er längst als urbaner Literat in großen Städten lebte: „Die Hand, welche sich nicht mehr um den Pflug ballt, ballt sich noch im Zorne gegen sie.“ Die Kräfte von Georges Ursprung und seinem späteren Leben scheinen in einem andauernden Widerstreit zu liegen. Die Natur sei für George „verkommen“ bis zur gänzlichen Entgöttlichung. Eine Quelle von Georges dichterischer Kraft sei deswegen in den Versen über die zornige „große Nährerin“ Natur (Templer) aus dem Siebenten Ring zu suchen.

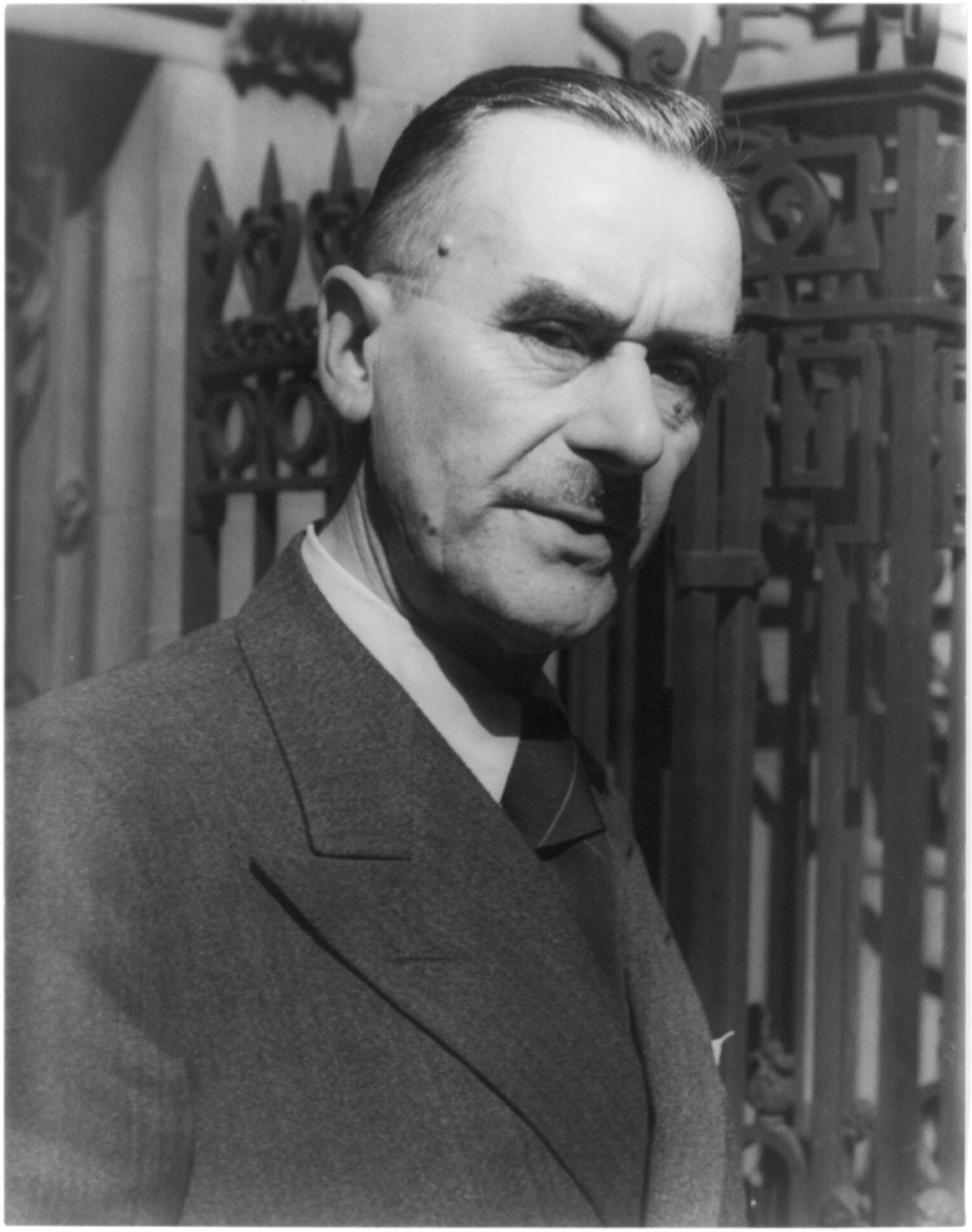
Thomas Mann, 1937
Foto von Carl van Vechten

Thomas Mann hatte sich mehrfach ironisch-kritisierend mit der George-Schule und dem Dante-Kult des Dichters beschäftigt, so in Gladius Dei sowie dem Tod in Venedig.
In seiner Kurzgeschichte Beim Propheten verarbeitete er Eindrücke einer Lesung des George-Schülers Ludwig Derleth, der als Charakter Daniel zur Höhe porträtiert wird, dessen „Visionen, Prophezeiungen und tagesbefehlartige Worte...in einem Stilgemisch aus Psalter- und Offenbarungston“ allerdings von einem Jünger vorgetragen werden. „Ein fieberhaftes und furchtbar gereiztes Ich reckte sich im einsamen Größenwahn empor und bedrohte die Welt mit einem Schwall von gewaltsamen Worten.“ Daniel zur Höhe spielt auch im großen Zeitroman Doktor Faustus eine Nebenrolle als Teilnehmer der Gesprächsrunden und diskursiven Herrenabende in der Wohnung des Sixtus Kridwiß. Häufig wurde er für Stefan George selbst oder Karl Wolfskehl gehalten.
Gleich am Anfang des Romans variierte Thomas Mann einen Vers aus Georges Zeitgedicht und wies damit auf den zentralen Namen Nietzsche hin, der im Buch selbst nicht genannt wird. Steht bei George in der ersten Strophe: „Und ging aus langer nacht zur längsten nacht“. heißt es bei Thomas Mann: „...zwei Jahre nach Leverkühns Tod, will sagen: zwei Jahre nachdem er aus tiefer Nacht in die tiefste gegangen“. George verband in seinen Versen mit Nietzsches Namen Hoffnung und Gefahr und spiegelte damit jene Legende, der auch Thomas Mann trotz aller Brechungen sein Leben lang anhing.
Thomas Mann lobte zwar das von ihm aufgegriffene Nietzsche-Poem als „herrlich“, hielt indes fest, dass es für George bezeichnender sei als für Nietzsche selbst. Man würde die kulturelle Bedeutung Nietzsches verkennen und verkleinern, wünschte man, dass er sich, statt als Meister deutscher Prosa „nur“ als Lyriker hätte erfüllen sollen. Der Einfluss auf die geistige Entwicklung Deutschlands sei nicht von Werken wie den Dionysos-Dithyramben oder den Liedern des Prinzen Vogelfrei gekennzeichnet, sondern von der überragenden Prosa des Meisterstilisten.

## Widerstand und Geheimes Deutschland
Von George und seinem Kreis gingen viele geistes- und kulturgeschichtliche Wirkungen aus, so etwa auf den deutschen Widerstand. Für den Grafen Claus von Stauffenberg, der dem Kreis später angehörte, waren sie von großer Bedeutung.
1923 waren zunächst die Zwillingsbrüder Alexander und Berthold, kurz darauf Claus dem Dichter vorgestellt und mit dem Kreis bekannt gemacht worden.
1924 schrieb er dem Dichter, wie sehr ihn dessen Werk erschüttert und wachgerüttelt habe. Der Brief zeigt die geistige Entwicklung des noch jungen Stauffenberg ebenso wie seine Tatbereitschaft für das geheime Deutschland. Er habe viel im Jahr der Seele gelesen, und Stellen, die ihm zunächst fern und ungreifbar erschienen, hätten sich „zuerst dem klange nach und dann mit ihrer ganzen seele“ seinen Sinnen eingeschmiegt. „Je klarer das lebendige“ vor ihm stehe „und je eindringlicher die tat sich zeigt, um so ferner wird der klang eigener worte und um so seltener der sinn des eigenen lebens.“
Stauffenberg, der zur dritten Kreisgeneration zählte, imitierte in seiner frühen Lyrik stilistisch vor allem Gedichte aus dem Siebenten Ring, daneben auch die Hirten- und Preisgedichte und das Jahr der Seele. So ermahnte er seinen Bruder Alexander mit einem Spruch, dessen Duktus und apodiktisch-belehrender Tonfall an die vierzeiligen Tafeln angelehnt ist, die den Abschluss des Ringes bilden und in denen sich unterschiedliche Verslängen im jambischen Metrum finden.
Stauffenberg ließ sich später vor allem durch das Gedicht Der Widerchrist mit seiner Warnung vor dem „Fürst des Geziefers“ in seinem Widerstand gegen Adolf Hitler bestärken und rezitierte es in den Tagen vor dem Attentat vom 20. Juli 1944 mehrfach.
Auch Henning von Tresckow las das Gedicht im Freundeskreis, und die Briten warfen es während des Krieges als Flugblatt über Deutschland ab.
Wie Gerhard Schulz anmerkt, lassen sich die Verse über den falschen Propheten wie kein weiteres, ihm bekanntes Gedicht als Prophetie der von den Deutschen gewählten „Selbstzerstörung“ während der Zeit des Nationalsozialismus lesen.
Für Bernd Johannsen warnt George in diesen Zeilen vor dem kommenden Demagogen, der eigenes politisches Recht setzt, dem dionysischen Verführer, dessen Todeästhetik dem eigentlichen Schönheitsideal Georges zuwiderläuft. Es sei der Antichrist und Verbrechergott aus dem Gedicht Der Gehenkte des Neuen Reichs.
Dort blickt der zum Richtplatz geführte Verurteilte in die Menge und sieht in den Augen der steinewerfenden Zuschauer – soziologische Strafzwecktheorien vorwegnehmend und die Psychologie Nietzsches reflektierend – gerade die geheimen, noch von Angst verdrängten eigenen Wünsche, die im Verbrecher gebannt werden sollen.
Das Geheime Deutschland, Titel eines vielschichtigen Gedichts des letzten, geschichtsprophetischen Zyklus und als Begriff zuerst von Karl Wolfskehl im Jahrbuch für die geistige Bewegung verwendet, ist ein geheimes und visionäres Konstrukt. Es liege verborgen unter der Oberfläche des realen Deutschland und stelle eine Kraft dar, die als dessen Unterstrom geheim bleibe und nur bildhaft zu fassen sei. Nur der Fähige könne es erkennen und sichtbar machen. Es handelt sich um eine mystische Verklärung Deutschlands und des deutschen Geistes, die sich an einem Satz Schillers aus dem Fragment Deutsche Größe orientiert: „Jedes Volk hat seinen Tag in der Geschichte, doch der Tag des Deutschen ist die Ernte der ganzen Zeit.“
Es kann zudem als mythische Politeia deutscher Geistesgrößen aller Zeiten aufgefasst werden, als Idee einer deutschen Kulturnation und Trägerin des deutschen Geistes und bildet auf diese Weise den Gegenpol zum gegenwärtigen Staat. Das Neue Reich wohne ihm inne wie eine platonische Idee, deren Inhalte sich an den Interpreten orientieren, die in der Regel dem Umfeld Georges entstammen.
Als ästhetisch orientierter Männerbund habe der George-Kreis deutschen Geist auf eine Weise interpretieren und bewahren wollen, die Schillers Ästhetischer Erziehung verpflichtet sei. In diesem Sinne habe er die Geschichte auf eine Weise geprägt, die in dem Attentat zutage getreten sei. Schon aus diesem Grund könne George kein Ahnherr des Nationalsozialismus gewesen sein.

### Textausgaben
- Stefan George: Der siebente Ring. Verlag der Blätter für die Kunst, Berlin 1907 (Erstausgabe als Privatdruck; im Volltext online bei Wikisource).
- Stefan George: Der siebente Ring. (= Sämtliche Werke, Band VI/VII). Herausgegeben von Ute Oelmann. Klett-Cotta, Stuttgart 1986 (kommentierte Studienausgabe).

### Sekundärliteratur
- Walter Benjamin: Rückblick auf Stefan George; Zu einer neuen Studie über den Dichter. In: Hans Mayer (Hrsg.): Deutsche Literaturkritik. Vom Dritten Reich bis zur Gegenwart (1933–1968). Fischer, Frankfurt 1983, S. 61–68.
- Rudolf Borchardt: Stefan Georges Siebenter Ring. In: Rudolf Borchardt: Gesammelte Werke in Einzelbänden. Prosa I. Herausgegeben von Marie Luise Borchardt. Klett-Cotta, Stuttgart 1992, S. 258–294.
- Gunilla Eschenbach: Imitatio im George-Kreis. De Gruyter, Berlin 2011, ISBN 978-3-11-025446-4.
- Vincent J. Günther: Der ewige Augenblick. Zur Deutung von Georges „Der siebente Ring“. In: Eckard Heftrich (Hrsg.): Stefan-George-Kolloquium. Köln 1971, S. 197–212.
- Bruno Hillebrand: Nietzsche-Handbuch, Leben – Werk – Wirkung. Literatur und Dichtung, Stefan George. Metzler, Stuttgart/Weimar 2000, Hrsg. Henning Ottmann, S. 452.
- Bernd Johannsen: Reich des Geistes. Stefan George und das Geheime Deutschland. Verlag Dr. Hut, München 2008.
- Thomas Karlauf: Stefan George. Die Entdeckung des Charisma. Karl-Blessing-Verlag, München 2007, ISBN 978-3-89667-151-6.
- Hansjürgen Linke: Das Kultische in der Dichtung Stefan Georges und seiner Schule. Helmut Küpper, München/Düsseldorf 1960.
- Ernst Osterkamp: Poesie der leeren Mitte. Stefan Georges Neues Reich (= Edition Akzente). Carl Hanser Verlag, München 2010, ISBN 978-3-446-23500-7 (Inhaltsverzeichnis, Inhaltsabriss).
- Manfred Riedel: Geheimes Deutschland. Stefan George und die Brüder Stauffenberg. Böhlau Verlag, Köln/Weimar/Wien 2006, ISBN 3-412-07706-2 (Inhaltsverzeichnis).